# Schlacht um Aschaffenburg 1945
1944: Overlord · Dragoon · Mons · Market Garden · Scheldemündung · Aachen · Hürtgenwald · Queen · Elsass-Lothringen · Ardennen
1945: Nordwind · Bodenplatte · Blackcock · Colmar · Veritable · Grenade · Blockbuster · Lumberjack · Undertone · Plunder · Flashpoint · Aschaffenburg · Würzburg · Ruhrkessel · Friesoythe · Nürnberg
Die Schlacht um Aschaffenburg fand im Verlauf des Zweiten Weltkriegs statt. Sie umfasste die Kampfhandlungen zwischen Hanau und Miltenberg. Den Schwerpunkt bildete dabei die Einkesselung und letztlich die Einnahme der Stadt Aschaffenburg. Das Gefecht dauerte vom Sonntag, dem 25. März 1945 bis zum Dienstag der übernächsten Woche, dem 3. April 1945. Sie endete mit der Einnahme der unterfränkischen Stadt durch die 12.300 Mann starke 45th Infantry Division (45th) und dem Rückzug des LXXIII. Armeekorps (AK) vom bayerischen Untermain in den Spessart.
Die Verteidigung der Stadt Aschaffenburg übernahm zunächst das circa 5.000 Mann starke Kampfkommando Aschaffenburg (KKA) unter dem Oberbefehl des Kampfkommandanten Major Emil Lamberth. Das AK und das KKA verfügten zusammen über insgesamt 33.500 deutsche Soldaten. Diese waren wie folgt verteilt: KKA: 5.000 Mann; Division 413: 10.000 Mann (413); 416. Infanterie-Division (416. ID): 7.000 Mann; 256. Volksgrenadier-Division (256. VGD): 5.000 Mann; 36. Volksgrenadier-Division (36.VGD): 6.500 Mann. Davon wurden 16.450 Soldaten unmittelbar in und um Aschaffenburg herum eingesetzt: KKA: 5.000 Mann; 413. ID: 3300; 256. VGD: 1650; 36. VGD: 6.500.
Dem AK und dem KKA standen vom 25. März bis 27. März die 4th Armored Division mit rund 10.000 Mann gegenüber. Ab dem 28. März übernahmen Einheiten des XV Corps der Seventh United States Army (Seventh Army) den Frontabschnitt. Die Kräfte der 44th, 45th und 3rd Infantry Division umfassten rund 48.000 Mann.
Sowohl auf deutscher als auch auf amerikanischer Seite hatte man nicht erwartet, dass die „Festung“ Aschaffenburg so lange aushalten würde.

## Vorgeschichte
Nachdem im Herbst 1944 sowohl amerikanische als auch sowjetische Truppen die Reichsgrenzen überschritten hatten, wurde auch in Aschaffenburg der Volkssturm als letztes Mittel der Gegenwehr aufgestellt und am 12. November 1944 vereidigt. Das neu gebildete Volkssturmbataillon 15/1 wurde unter das Kommando des Steuerinspektors Lorenz Junker gestellt und in der Folge durch das Personal der Grenadier-Ersatz-und-Ausbildungs-Bataillons 106 in der Bois-Brûlé-Kaserne ausgebildet.

Zur gleichen Zeit wurde unter Oberstleutnant Ernst Bobisch für die Wetterau-Main-Tauber-Stellung in Aschaffenburg erneut eine Festungsdienststelle gebildet. Diese sollte zunächst den Zustand der Stellung ermitteln und 106 Bunker im Abschnitt Aschaffenburg reaktivieren. Allerdings konnten nur wenige Stellungen mit Maschinengewehren bestückt werden, da das dafür vorgesehene Material nicht eintraf. In den darauf folgenden Gefechten dürften die Maschinengewehrstellungen daher keine signifikante Rolle gespielt haben. Die Bunkeranlagen dienten in der Karwoche 1945 – der Woche vom 26. März bis zum Ostersonntag, den 1. April 1945 – lediglich der vorübergehenden Unterbringung von Mannschaften und Material und hatten kaum Nutzen für die Verteidigung der Stadt.

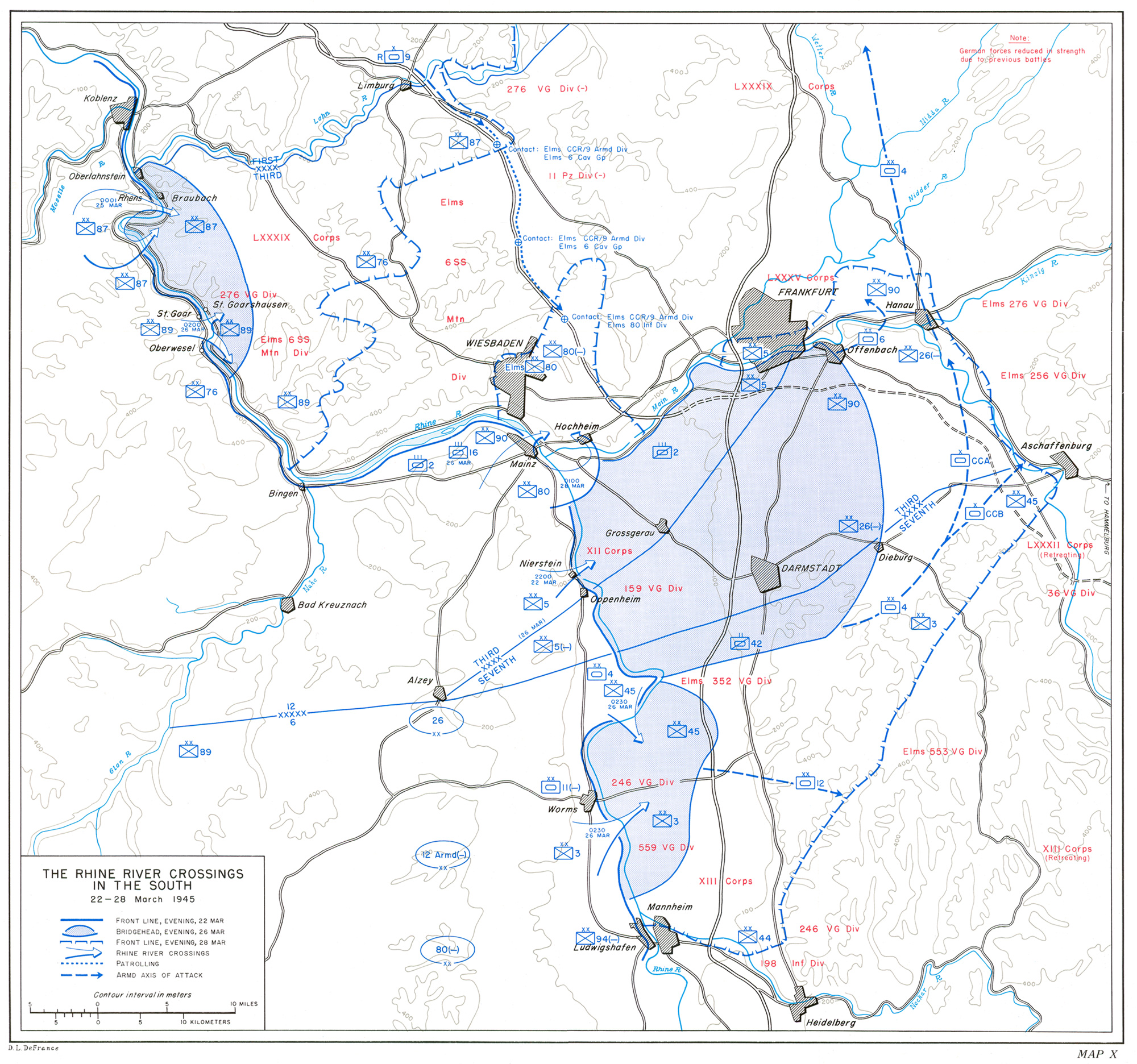
Rheinüberquerung der Third und Seventh US Army mit Vorstoß an den Main. Rechts ist der Brückenkopf zu sehen.

Die eigentlichen Vorbereitungen zur Verteidigung der Stadt wurden jedoch erst Anfang März ausgelöst, als die Alliierten den Rhein erreichten. Die Stadt wurde am 5. März 1945 per Führerbefehl zur "Festung" erklärt und der Standortälteste Emil Lamberth zu deren Kampfkommandant ernannt. Da sich die 3. und 7. US-Armee weiter Richtung Osten vorkämpften, wurde am 21. März mit dem Stichwort Gneisenau die Garnison der Stadt aus der Zuständigkeit des Ersatzheeres herausgelöst und dem Feldheer unterstellt. Weiterhin war damit die Herstellung der vollen Gefechtsbereitschaft befohlen. Zu diesem Zweck wurden unter anderem in der Schweinheimer Turnhalle ein Reservelazarett eingerichtet und die Zufahrtsstraßen mit Abraum blockiert. Zwei Tage später konnte Lamberths circa 5.000 Mann umfassende Garnison Einsatzbereitschaft melden. Die buntgemischte Truppe, bestehend aus ungarischen Infanteristen, Reserveoffizieren, Volkssturm sowie kaum ausgebildeten Ersatz- und Ausbildungseinheiten, besaß jedoch lediglich 1.700 Gewehre, 32 Maschinengewehre und nur wenige Panzerfäuste und Granatwerfer. Abgesehen davon verfügte sie über keine Panzer oder Panzerabwehrgeschütze. Ungeachtet dieser mehr als dürftigen Ausstattung hatte Lamberth Befehl, die Stadt zu halten. Ab dem 24. März gingen entlang des Ufers Sperrkompanien in Stellung. Um rasche Flussüberquerungen zu verhindern, sollten bei Aschaffenburg beide Mainbrücken zerstört werden. Außerdem wurden in Mainaschaff, im Schönbusch und am Südrand der Stadt zwischen dem Stengerts und dem Floßhafen Verteidigungsstellungen ausgehoben.
Die Verteidigung am Untermain sah eigenständige Kampfkommandos in Hanau, Aschaffenburg, Klingenberg und Miltenberg vor. Der Fluss sollte durch das AK gesichert werden. Zu diesem Zweck war geplant, die 256. VGD (seit dem 27. März dem AK unterstellt) zwischen Hanau und Kleinostheim, die 36. VGD zwischen Kleinostheim und Großwallstadt sowie die 416. ID zwischen Großwallstadt und Miltenberg in Stellung gehen zu lassen. Der Gefechtsstand des AK befand sich ab dem 27. März 1945 zunächst in Heinrichsthal. Die Einheiten verfügten jedoch weder über das notwendige Personal noch über die erforderlichen Waffen oder Infrastruktur, um diese Linie zu verteidigen. Der Kontakt zu untergebenen oder benachbarten Einheiten war oft gar nicht oder nur über Telefonämter möglich.
Die US-Armee setzte im Rahmen der DAIQUIRI-Mission bei Ebenheid nahe Miltenberg per Fallschirm zwei OSS-Agenten ab, welche sich als tschechische Fremdarbeiter ausgaben und per Anhalter nach Aschaffenburg gelangten. Sie lieferten beeindruckende Berichte aus der zerstörten Stadt.
Am 22./23. März 1945 wurde eine 250 Mann starke Kampftruppe im Raum Alzenau zur Verteidigung des Kahlgrundes gebildet.
Nachdem die Third United States Army (Third Army) bei Nierstein-Oppenheim den Rhein überquert hatte, stieß sie zügig in Richtung Osten vor und eroberte bereits am 24. März Darmstadt. Schon am nächsten Tag sollte das anrückende Combat Command B (CCB) der 4th Armored Division unter Lieutenant Colonel Creighton W. Abrams bei Aschaffenburg auf die Verteidigungsanlagen an der Mainlinie treffen. Diese wurden in US-Medien bald als „kleine Siegfriedlinie“ bezeichnet.
Ein solches Combat Command (CC) verfügte über keine eigenen Kampftruppen, sondern erhielt die zur Erfüllung ihrer jeweiligen Aufgaben erforderlichen Kampf- und Unterstützungseinheiten. In dieser Phase war es die Aufgabe der CC, mittels schneller Vorstöße Flussüberquerungen zu sichern und Brückenköpfe aufzubauen. Seit dem 14. März war die 4th in das CCA, das CCB und das CC Reserve aufgeteilt.

## Verlauf

### Beginn der Kampfhandlungen (Palmsonntag, 25. März)

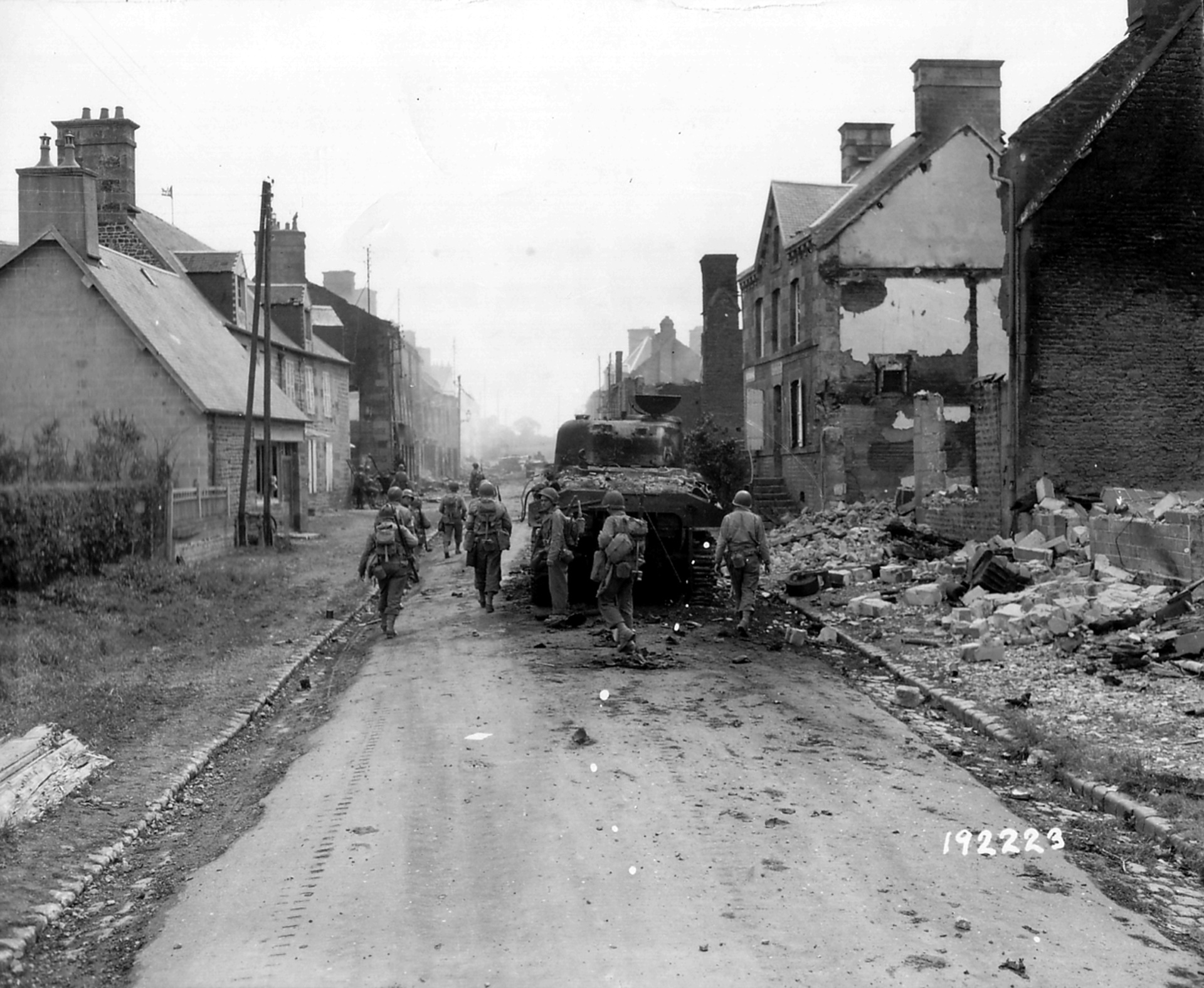
Kräfte der 4th Armored Division rücken vor. Häuser sind durch die vorangegangenen Kampfhandlungen beschädigt worden.

Bereits um 07:00 Uhr wurde durch US-Bomber eine Luftmine über dem Leiderer Hafen abgeworfen. Die Detonation konnte im 15 Kilometer entfernten Eisenbach gehört und die Rauchsäule gesehen werden. Den gesamtem Vormittag befanden sich US-Kampfflugzeuge in der Region und griffen die auf dem Rückzug befindlichen Deutschen an.
Um 9 Uhr meldete das deutsche Kommando aus dem 15 km westlich gelegenen Babenhausen Panzerangriffe von starken US-Kräften, woraufhin Lamberth alle wichtigen und geheimen Dokumente vernichten ließ.
Der Beobachtungsposten auf dem Schloss Johannisburg erspähte um 12:03 Uhr die ersten Panzer auf der Darmstädter Straße westlich von Aschaffenburg. Laut den oben erwähnten OSS-Agenten löste dies bei der Stadtbevölkerung neben allgemeiner Panik überwiegend gemischte Gefühle aus. Einige schienen sich über das nahe Kriegesende zu freuen; andere waren verängstigt, weil sie nicht wussten, was sie erwartete. Die Verteidigungsvorbereitungen wurden von der Zivilbevölkerung augenscheinlich nicht gut aufgenommen.
Die anrückenden Panzerbataillone des CCB der 4th Armored Division unter Lieutenant Colonel Creighton W. Abrams hatten den Auftrag, die Ludwigsbrücke (heute Willigisbrücke) unbeschädigt einzunehmen. Bei dem Vorstoß kamen das 10th Armored Infantry Battalion (10th Bn) und das 37th Tank Battalion (37th Bn) zum Einsatz. Für den folgenden Part existieren verschiedene Versionen.
Laut Schillare schien der Plan zunächst aufzugehen. Die Panzer fuhren direkt zur Ludwigsbrücke und wurden zunächst nur mit leichten Waffen beschossen. Als jedoch der erste Sherman auf die Brücke fuhr, wurde er mit Panzerabwehrwaffen zerstört, woraufhin sich die US-Einheiten aus dem Uferbereich in Richtung Nilkheim zurückzogen. Etwa zeitgleich wurde Lt. Col. Harold Cohen des 10th Armored Infantry Battalion durch seinen Aufklärungszug darüber informiert, dass die etwa drei Kilometer südlich gelegene Nilkheimer Eisenbahnbrücke unbeschädigt war. Cohen wies seine Späher an die Brücke unverzüglich zu sichern. Die Einheit eroberte unter geringem deutschem Feuer die Mainquerung, trennte die Zündkabel der Sprengsätze und warf sie in den Main. Dabei erhielten sie von allen verfügbaren Einheiten Feuerschutz. Anschließend rückten drei Kompanien Infanterie, gefolgt von Halbkettenfahrzeugen, sowie mehreren Panzern des 37th Bn über die Eisenbahnbrücke vor und errichteten auf der östlichen Mainseite einen Brückenkopf.
Laut Stadtmüller näherten sich die US-Einheiten über Großostheim und fuhren zunächst zur Niedernberger Fähre. Dort kam es zu einem kurzen Schusswechsel mit deutschen Einheiten am gegenüberliegenden Ufer. Anschließend zogen sie ab und fuhren über die Großostheimer Straße in Richtung Aschaffenburg. Höhe der Nilkheimer Eisenbahnbrücke teilten sich die Panzer. Ein Teil fuhr über die Eisenbahnbrücke und errichtete unbehelligt einen Brückenkopf auf der östlichen Mainseite. Ein anderer Teil rückte gegen die deutschen Stellungen im Park Schönbusch vor. Erst nachdem der Schönbusch gesichert worden war rückten die US-Amerikaner in Richtung der Ludwigsbrücke vor. Sowohl Stadtmüller als auch Schillare stützen ihre Ausführungen auf Interviews mit Zeitzeugen. Die Version Stadtmüllers deckt sich jedoch von der zeitlichen Abfolge mit dem After Action Report des 37th Bn, welches bei dem Vorstoß die Hauptlast trug.
Bereits gegen 12:30 Uhr gingen die Einheiten weiter gegen die deutschen Stellungen auf dem Bischberg und dem Erbig vor. Der amerikanische Angriff erfolgte so schnell, dass es den Deutschen nicht gelang die beiden Bauwerke zu sprengen. Erst um 13:26 Uhr wurde diese zerstört, kurz bevor die US-Amerikaner sie erreicht hätten. Derweil scheiterten alle deutschen Bemühungen, die Nilkheimer Brücke zu sprengen. Am frühen Nachmittag unternahmen Pioniere der Wehrmacht einen Gegenangriff auf den etwa acht Quadratkilometer großen Brückenkopf der US-Armee; dieser wurde zurückgeschlagen. Auch Luftangriffe mit einem neuartigen Messerschmitt-Jagdbomber (ME 109) blieben wirkungslos.
Nachdem die amerikanischen Truppen den Main überquert hatten, wurde das in der Alten Turnhalle untergebrachte Lazarett in Schweinheim aufgelöst. In Folge der Auflösung kam es zum Endphaseverbrechen an Friedel Heymann.
Abrams erkannte die Bedeutung des Brückenkopfes und schickte alle verfügbaren Einheiten in das eroberte Gebiet östlich des Mains. Bereits am Nachmittag versuchten die Amerikaner, den etwas südlich von Aschaffenburg zwischen Feldern gelegenen Stadtteil Schweinheim zu erobern. Die Infanterieeinheiten und Panzertruppen wurden durch Artillerie unterstützt. Sie scheiterten am starken Widerstand und zogen sich schließlich auf die Stellungen am Erbig, dem Sternberg und dem Bischberg zurück. Bei dem Gefecht verloren die Amerikaner mehrere Panzer und es kam zu erbarmungslosen Mann-gegen-Mann-Kämpfen. Dieser kurze Erfolg der Wehrmacht trug allerdings nicht zur Entschärfung der aussichtslosen Lage der Lamberthschen Kräfte bei. Noch vor dem Einbruch der Dunkelheit wurde durch freie Kräfte des CCB ein Angriff parallel zum Main in Richtung Aschaffenburg geführt. Verfügbare Einheiten, die nicht auf dem östlichen Mainufer ihre Stellungen bezogen hatten, gingen gegen die isolierten deutschen Stellungen im Park Schönbusch vor.
Die Fähre bei Mainflingen-Dettingen war ein wichtiger Knotenpunkt für den Rückzug und die Versorgung der deutschen Truppen. Trotz heftiger Luftangriffe durch alliierte Flugzeuge wurde sie weiter genutzt, um Infanterie- und Luftwaffeneinheiten über den Main zu setzen. Da die Situation zunehmend unkontrollierbar wurde und Führungspersonen fehlten, kam es zu chaotischen Szenen. In der Nacht mussten Munition und Ausrüstung ins Wasser geworfen werden, um eine Eroberung durch die vorrückenden alliierten Truppen zu verhindern.
Am Ende des Tages war es den US-Truppen gelungen, die einzige intakte Brücke auf einer Strecke von etwa 90 km zwischen Frankfurt am Main und Miltenberg zu erobern und zu halten – allerdings unter Verlust von vier Panzern und mehreren Verletzten und Gefallenen. Sie konnten jedoch nicht schnell genug Truppen nachführen um das Momentum zu nutzen und den Brückenkopf zu erweitern.
Der Oberbefehlshaber der 7. Armee, General Hans Felber, zeigte sich indes besorgt über die Lage und reiste nach Aschaffenburg. Im Rahmen einer Lagebesprechung sicherte er Lamberth Unterstützung durch das AK zu. Während die Verstärkung herangeführt wurde, bauten die Garnisonskräfte ihre südlichen Stellungen aus. Gleichzeitig forderte der Kampfkommandant von seinen Männern den Kampf bis zum letzten Mann ein. Um dies zu bekräftigen, schickte das NS-Regime zwei Sonderbeauftragte nach Aschaffenburg. Der Kampf um Aschaffenburg war somit kein taktischer Vorgang mehr im Rahmen der Westfront, sondern eher ein ideologiegetriebener Durchhaltekampf. Aus diesem Blickwinkel müssen auch die verabscheuungswürdigen vierzig Todesurteile betrachtet werden, welche das Standgericht im Laufe des neuntägigen Gefechts fällte, von denen fünf vollstreckt wurden.

### Durchbruch der Task Force Baum (Montag, 26. März)

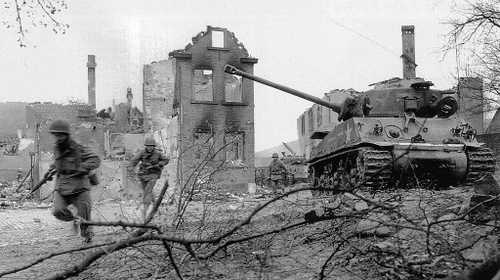
Soldaten der 14. Panzerdivision rennen an einem zerstörten Sherman-Panzer vorbei. Sie waren Teil der Task Force Baum.

Beide Seiten erkannten die strategische Bedeutung der Eisenbahnbrücke; die Schlacht um Aschaffenburg entwickelte sich infolgedessen zu einem Brennpunkt der Kämpfe entlang der Mainlinie. Es kam auf Seiten der Amerikaner zu einer Nordverschiebung, weshalb Aschaffenburg ab dem 26. März nicht mehr im Zuständigkeitsbereich der Third Army, sondern der Seventh Army lag. Die Panzereinheiten sollten daher abgelöst werden und anschließend zu den übrigen Kräften ihrer Division im Raum Hanau (etwa 30 km flussabwärts) aufschließen, um dort erneut den Main zu überschreiten. Auf Seiten der Deutschen hatte die 413 die Verteidigung der Main-Linie zwischen Hanau bis einschließlich Miltenberg übernommen. Der Gefechtsstand befand sich zunächst in Hessenthal. Die Erreichbarkeit war über das Amt Heimbuchenthal möglich. Zudem wartete man auf das Eintreffen der 8.000 Mann starken 36. Volksgrenadier-Division (36. VGD), um mit den frischen Einheiten den Brückenkopf zurückzuerobern und die Mainlinie zwischen den Gemeinden Kleinostheim, etwa fünf Kilometer nördlich von Aschaffenburg, und Kleinwallstadt, im Süden der Stadt, zu sichern. Zudem ließ Lamberth die Verteidigungsstellungen in Schweinheim ausbauen.
In der Nacht vom 25. auf den 26. März 1945 kam es bei Großostheim zu einem heftigen Gefecht zwischen deutschen und amerikanischen Truppen. Eine Einheit von 14 deutschen Sturmgeschützen unter dem Kommando von Oberleutnant Jahn wurde aufgrund der vorrückenden US-Truppen in Kämpfe verwickelt. Die Panzer waren zuvor im Wald bei Stockstadt am Main abgeladen und übernommen worden. Die Einheit traf westlich des Mains, etwa 5 km südöstlich von Großostheim, auf die Company C des 704th Tank Destroyer Battalion. Diese sicherten gemeinsam mit der Company C des 25th Cavalry Reconnaissance Squadron die rechte Flanke des Brückenkopfes. Gegen 01:30 Uhr griffen die deutschen Sturmgeschütze die amerikanischen Stellungen an, die nur teilweise bemannt waren. Der Überraschungsangriff führte zu erheblichen Verlusten auf Seiten der US-Truppen: Zwei M18-Hellcat und mehrere Fahrzeuge wurden zerstört. Trotz der schweren Verlusten gelang es den Amerikanern, den Angriff abzuwehren. Ein Sturmgeschütz wurde zerstört und die restlichen Angreifer zum Rückzug zwingen. Die deutschen Einheiten zogen sich daraufhin in Richtung Obernburg und dort über den Main zurück. Bei dem Gefecht fielen zehn Deutsche. Drei Amerikaner kamen ums Leben und 10 wurden verwundet. Dies war der verhängnisvollste Zwischenfall des 704th während des Zweiten Weltkriegs.
Der Tag war trüb, begleitet von Regen am Vormittag. In den frühen Morgenstunden gab es erfolglose Luftangriffe auf die Brücke. Dabei verloren die Deutschen 1 Ju-88 und 3 HE-111. Die nur durch kleinere Schusswechsel unterbrochene Ruhe des Tages endete am Abend. General Patton erkannte die Bedeutung des Brückenkopfs für eine von ihm geplante Operation, die seinen Schwiegersohn Lieutenant Colonel John K. Waters aus einem Kriegsgefangenenlager in Hammelburg befreien sollte. Der mit 53 Fahrzeugen, darunter 16 Panzern und 28 Halbkettenfahrzeugen, sowie etwa 300 Infanteristen geführte Angriff begann um 20:30 Uhr mit einem 30-minütigen Artillerieangriff auf die Schweinheimer Stellungen. Das 22nd FAB, 66th FAB, 191st Field Artillery verschossen insgesamt 540 Granaten auf Schweinheim. Durch den Artilleriebeschuss auf Schweinheim starben insgesamt sechs Zivilisten, darunter ein Kind. Der anschließende Angriff der US-Kräfte stieß auf enormen Widerstand. Die deutschen Einheiten interpretierten den US-Vorstoß als Versuch, die Stadt einzukesseln, und schickten daher alle verfügbaren Einheiten in das Gefecht. So wurden auch Kadetten und Stammpersonal der SS-Offiziersschule in Aschaffenburg nach Schweinheim geschickt. Da es sich bei der Offiziersschule um eine der größten im Deutschen Reich gehandelt haben soll, dürften es mehrere Hundert Kämpfer gewesen sein.

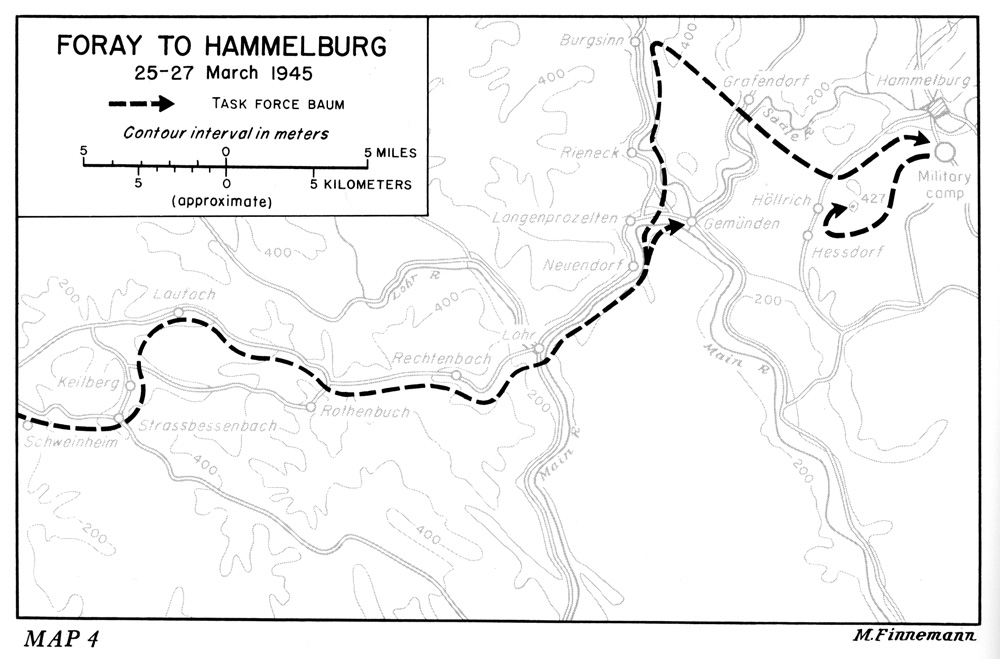
Vorrücken der Task Force Baum (26.-29. März 1945)

Zur Unterstützung der Task Force Baum sollten mehrere US-Teileinheiten die Würzburger Straße und die Schweinheimer Straße freikämpfen. Beim Durchbruch durch Schweinheim verloren die Amerikaner insgesamt sechs Panzer. Die deutschen Stellungen konnten erst nach drei Stunden durchbrochen werden. Die Panzerbesatzungen der CCB tauften Schweinheim aufgrund des enormen Widerstands Bazooka City. Nach dem Durchbruch durch Schweinheim konnte der Weg über die 6 km südöstlich von Aschaffenburg gelegene Gemeinde Haibach fortgesetzt werden. Die Kolonne rückte ohne nennenswerten Widerstand über die Reichsstraßen 8 und 26 nach Hammelburg vor. Ein deutsches Aufklärungsflugzeug entdeckte die amerikanischen Truppen, als diese sich dem Lager näherten. Nachdem die 1.400 Lagerinsassen befreit worden waren, erkannte das US-Kommando die aussichtslose Lage. Während des Rückzugs wurden die Einheiten von deutschen Truppen eingekesselt und stark dezimiert: 250 US-Soldaten gerieten in deutsche Kriegsgefangenschaft, nur sieben schafften es zurück hinter die eigenen Linien. Insgesamt wurden 20 Panzer zerstört, und die Deutschen erbeuteten zusätzlich 9 schwere Panzer, 3 leichte Panzer und 21 Panzerspähwagen. Kritiker beschuldigen Patton seither, die Hauptstreitmacht aus persönlichen Motiven unnötig in eine gefährliche und fragwürdige Mission geführt zu haben.
Da ein Teil ihrer Kräfte durch den Vorstoß der Task Force Baum gebunden waren, zog sich das CCB auf das höher gelegene Gelände südlich der Stadt zurück. Selbst der mühsam erkämpfte Brückenkopf in Schweinheim wurde aufgegeben.
Die 26th Infantry Division und die 4th Armored Division der Third Army konnten bei Großauheim eine weitere Brücke über den Main sichern. In den folgenden zwei Tagen kämpften sie die Stadt Hanau frei. Andere Einheiten der Division begannen auf der östlichen Mainseite in Richtung Kahl vorzurücken.
In Hösbach wurde am Kirchturm durch einige Bürger eine weiße Fahne gehisst. Darunter waren unter anderem 2 NSDAP-Mitglieder. Daraufhin wurden die Tieffliegerangriffe der US-Amerikaner eingestellt. Auf Druck eines einflussreichen Hösbacher NSDAP-Mitglieds wurde die Fahne jedoch wieder abgenommen.
Im Gefecht mit dem CCB verloren die Deutschen an diesem Tag 1.000 Mann (189 Gefallene, 215 Verwundete und 608 Gefangene).

### Umgruppierungen auf Seiten der US-Amerikaner (Dienstag, 27. März)

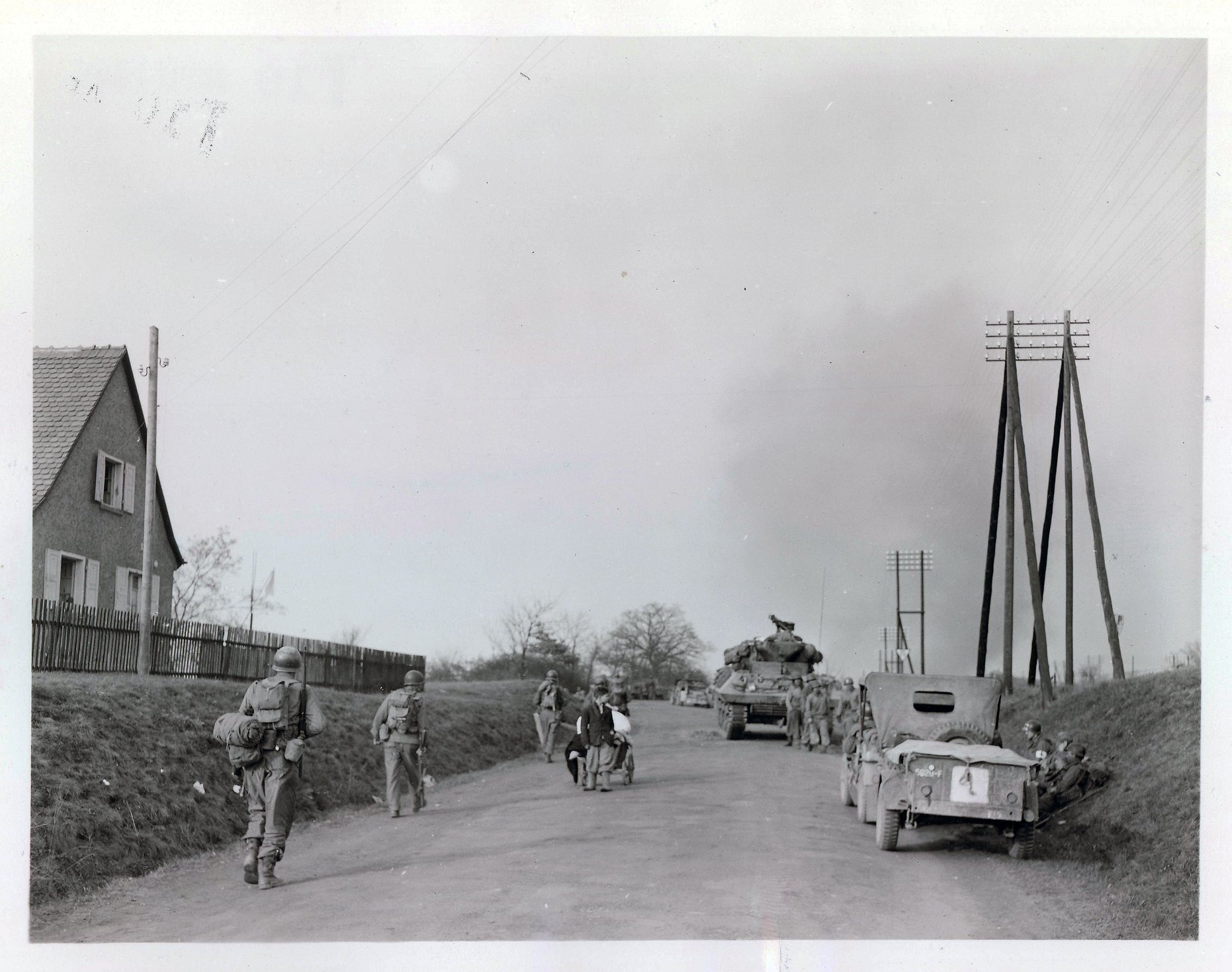
Das 2. Battalion des 157. US-Infanterie-Regiments rückt auf Aschaffenburg vor. Die Infanteristen passieren Panzer auf ihrem Weg über die Obernauer Straße in das Gefecht.

Das CCB hatte bislang die Aufgabe gehabt, sich auf den Anhöhen östlich des Flusses einzugraben und Gegenangriffe der Deutschen abzuwehren. Sie hatten aber nicht genug Kampfkraft, um Aschaffenburg und Schweinheim einzunehmen. Insbesondere fehlte es an der für den Häuserkampf notwendigen Infanterie. Am Morgen des 27. März zogen sie sich über den Main zurück und wurden durch das 1st Battalion, 104th Regiment der 26th Division abgelöst. Dieses war der 4th Division angegliedert.
Aschaffenburg lag durch die Verschiebung vom Vortag nun im Zuständigkeitsbereich der 45th unter dem erfahrenen Kommandeur Major General Robert T. Frederick. Die Einheit war bereits 1943 bei der intensiven Invasion Siziliens eingesetzt worden und hatte anschließend in Südfrankreich sowie in den Vogesen gekämpft. Zu dieser Zeit verfügte sie über etwa 90 Prozent ihrer Sollstärke und wurde durch Panzer-, Mörser- und Panzerjäger-Einheiten unterstützt.
Das 157th, kommandiert von Colonel Walter P. O’Brien, bekam die Anweisung Aschaffenburg zu erobern. Das 3rd Bataillon (3/157th) unter dem Kommando von Lt. Col. Felix Sparks sollte den Vorstoß sichern und die Anhöhen im Brückenkopf besetzen. Das 157th war fälschlicherweise informiert worden, dass Schweinheim bereits von der 3rd Army gesichert worden sei.
Als das 3/157th gegen 14 Uhr die Eisenbahnbrücke erreichte und zu überqueren begann, wurden sie sofort mit Mörser- und Gewehrfeuer beschossen. Sie fanden eine Kompanie US-Aufklärungstruppen vor, welche die Brücke bewachten. Sparks löste diese ab und besetzte Verteidigungspositionen östlich des Flusses.
Die Einheit schlug zunächst zwei deutsche Angriffe aus Richtung Schweinheim zurück. Von einem Zivilisten erfuhr er, dass sich mehrere tausend feindliche Soldaten in Aschaffenburg und Schweinheim aufhalten sollen. Das Divisionskommando wollte ihm das nicht glauben. Sparks wurde später wie folgt zitiert:

„I got information from a civilian that there were several thousand Germans in the town. I radioed that information back to the division, an I don't think anybody believed me.“

Zwei Kompanien, unterstützt durch einen Zug Panzerjäger und dem 158th Field Artillery Battalion (158th FAB), wurden Richtung Schweinheim geschickt. Es gelang ihnen die vom CCB aufgegebenen Stellungen zurückzuerobern und einige Deutsche gefangen zu nehmen.
Die ersten Kräfte der 36. VGD waren im Gefechtsraum eingetroffen. Die Grenadier-Regimenter 87,118 und 165 wurden eiligst in die Abwehrfront östlich des Erbig und südlich Schweinheims eingeschoben. Weiterhin begannen die Planungen für einen Gegenangriff, mit welchem der Brückenkopf zurückgeworfen werden sollte.

### Wiederaufnahme der Kampfhandlungen (Mittwoch, 28. März)

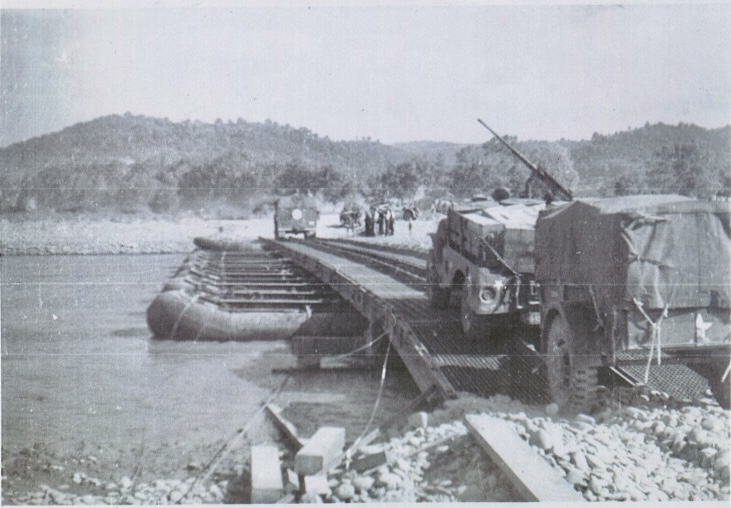
Truppen der 45. US-Infanterie Division überqueren den Main zwischen Aschaffenburg und Obernau.

Am Morgen des 28. März erreichten die letzten Kräfte des 157th die Mainlinie und hatten diesen am Nachmittag vollständig überquert. Die deutschen griffen den Brückenkopf im Laufe des vormittags mehrfach mit ME-109 Flugzeugen an. Seitens der Amerikaner begannen die Vorbereitungen und Planungen zur Eroberung Aschaffenburgs. Die drei Bataillone (1/157th – Lt. Col. Ralph Krieger, 2/157 – Major Gus Heilman, 3/157 – Lt. Col. Felix Sparks) sollte beim Vorrücken Unterstützung durch das 158th FAB, der Company A des 191st Tank Battalion (191st), Company B des 645th Tank Destroyer Battalion (645th) und Company C des 2nd Chemical Mortar Battalion erhalten. Das 3/157th sammelte sich östlich des Erbig um von dort aus Richtung Schweinheim vorzurücken. Das 2/157th sollte vom Brückenkopf ausgehend nördlich in Richtung Obernauer Kolonie angreifen. Das 1/157th sollte sich zwischen den beiden anderen positionieren und in Reserve gehalten werden bis Schweinheim erobert war.
Der gesamte Angriff wurde mit Artilleriebeschuss vorbereitet. Das 3/157th begann mit seiner Attacke am östlichen Rand Schweinheims und stieß unmittelbar auf heftige Gegenwehr. Trotz immensen Artilleriebeschuss und Luftunterstützung gelang es Sparks's Regiment bis zum Einbruch der Nacht lediglich die Randbezirke der Stadtteils zu erobern. Das 2/157th starte zeitgleich nördlich Richtung Aschaffenburg. Trotz starkem Beschuss durch Maschinengewehre und Panzerfäuste schaffte es Company F bis zum Einbruch der Nacht 2 km zurückzulegen. Company C des 1/157th schloss beim Vorrücken die Lücke der beiden anderen Bataillone. In Schweinheim erschwerten die engen Gassen und Straßen das Vorrücken mit Panzern.
Der gesamte Vorstoß stieß auf erbitterte Gegenwehr durch die Deutschen, sodass es bis zum Abend lediglich geringe Gebietsgewinne seitens der Amerikaner gab. Mit dem Einbruch der Nacht wurden die US-Truppen durch deutsche Mörser beschossen, so dass sich in der Nacht ein Artilleriegefecht entwickelte.
Mit dem Abflauen der Kämpfe begannen Pioniere damit eine Pontonbrücke zu bauen, um die Eisenbahnbrücke zu entlasten. So konnten die beiden anderen Regimenter der 45th, das 179th Infantery Regiment (179th) und das 180th Infantery Regiment (180th) den Main überqueren. Das 179th positionierte sich südlich des 157th Richtung Obernau an. Das 180th schloss die Lücke zwischen dem 157th und der 3rd Infantry Division.
Angesichts dieses Aufmarsches mobilisierten NSDAP-Funktionäre und Kampfkommandant Lamberth die in der Stadt verbliebenen Einwohner und Soldaten für eine Verteidigung „bis zum letzten Mann“. Um die Kontrolle zurückzuerlangen, wies die 7. Armee die 416. Infanterie-Division an, das Gebiet der 413. zu übernehmen. Besser ausgerüstet und ausgebildet übernahm sie die Führung der bereits im Feld stehenden und der noch eintreffenden kleineren Einheiten.
Unterdessen wurde die Zivilbevölkerung mit dem Hinweis, dass auch die Stadt selbst zum Kampfgebiet werden könnte, zum Verlassen der Stadt aufgefordert. Daher befanden sich Anfang April nur noch rund 3.500 Aschaffenburger Bürger in der Stadt. Zeitgleich wurde auch die Stadtverwaltung Aschaffenburg stillgelegt.
Am 28. März kapitulierte schließlich das Kampfkommando Hanau. Die benachbarten Kräfte des AK bildeten somit die Einheiten XII. AK. Zu diesem konnte jedoch kein Kontakt mehr hergestellt werden. Die Abwehrlinie der 256. VGD verlief Kahl, Alzenau, Hörstein zum Hahnenkamm. Die Reste der 36. Volksgrenadier-Division trafen währenddessen in Bessenbach ein und bereiteten sich von dort aus auf einen Gegenangriff auf den Brückenkopf vor. Die Linie verlief Dörrmorsbach – Gailbach – Soden. Die 416. ID besetzte Stellungen zwischen Kleinwallstadt und Miltenberg. Truppen der SS zerstörten die Mainbrücke in Miltenberg durch eine Sprengung.

### Kampfhandlungen in der Südstadt und Schweinheim (Gründonnerstag, 29. März)

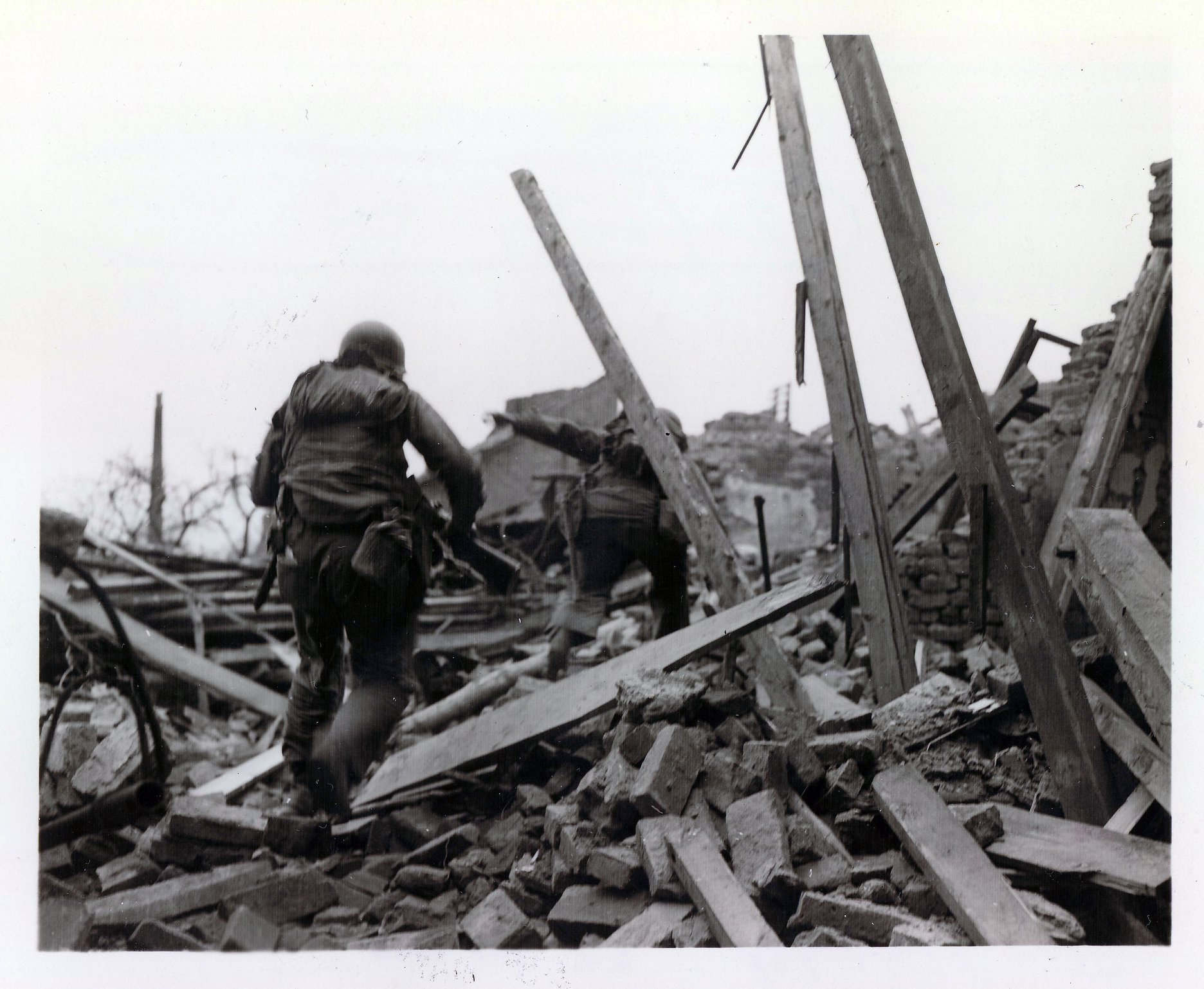
Infanteristen des 157. US Infanterie-Regiments rücken in Schweinheim durch Ruinen vor. Sie suchen nach Deutschen die sich hartnäckig gegen die US-Truppen verteidigen

In der Nacht auf den 29. März hatten beide Seiten mit kleineren Vorstößen die gegnerischen Linien sondiert. Am Morgen, um 7:30 Uhr, gingen bei leichtem Regenwetter das 2/157th und 3/157th weiter gegen den Stadtteil Schweinheim vor. Der Angriff des 3/157th geriet dabei frühzeitig ins Stocken, so dass es um Unterstützung durch das 191st bat. Mit dessen Hilfe gelang es den Alliierten sich festzusetzen. Bei den zumindest in Kompaniestärke vorgetragenen Gegenangriffen wurde die Wehrmacht laut Schilderung der US-Soldaten durch die Zivilbevölkerung unterstützt und erlitt – bisweilen innerhalb weniger Minuten – erhebliche Verluste in den Häuserkämpfen. Oftmals weigerten sich die Deutschen sich zurückzuziehen. Daher musste jedes Haus und jeder Keller einzeln durchsucht und freigekämpft werden.
Die höher gelegenen Gebiete zwischen Schweinheim und Aschaffenburg sollten so lange wie möglich durch die Verteidiger gehalten werden. Luftangriffe und Artilleriebeschuss hatten bereits große Teile in Trümmer gelegt. Die deutschen Offiziersanwärter positionierten sich in befestigten Verteidigungsstellungen in Schweinheim. Viele dieser verstärkten Häuser waren durch ein Netzwerk von unterirdischen Tunneln verbunden. Durch diese konnten die Deutschen bereits von den Amerikanern geräumte Positionen wieder besetzen. Dies überraschte die GI’s unangenehm, als sie versuchten, das nächste Haus zu sichern, nur um festzustellen, dass sie aus dem zuletzt eingenommenen Haus beschossen wurden. Deutsche Scharfschützen nutzten ihre Ortskenntnisse, um immer wieder in die hinteren Linien der Amerikaner einzudringen. Obwohl einerseits diese Taktiken das Vorrücken der US-Truppen erheblich behinderten, trugen sie andererseits zu der massiven Zerstörung Aschaffenburgs bei. Die erfahrenen Einheiten des 157th waren sich der Risiken des Häuserkampfes bewusst. Daher zögerten sie nicht ihre gesamte verfügbare Feuerkraft einzusetzen, um die Deutschen aus ihren Positionen zu vertreiben.
Erste Einheiten der 36. VGD waren bereits in Schweinheim eingetroffen. Die häufig erst 16 und 17-jährigen Jugendlichen weigerten sich aufzugeben und kämpften in ihren Stellungen bis zum Tod. Mit Einbruch der Dunkelheit beschoss das 158th FAB das Zentrum Schweinheims und zerstörte gezielt ein Haus nach dem anderen um den Vorstoß am nächsten Tag vorzubereiten. In der Nacht wurde die K Company (3/157th) zweimal angegriffen. Diese Angriffe konnten durch die Einheit erfolgreich abgewehrt werden, allerdings erlitt sie dabei schwere Verluste.
Im südlichen Teil griff das 1/180th aus Richtung Sulzbach am Main die Stellungen der 416. ID bei Kleinwallstadt an. Gegen 17:50 Uhr hatte sie den Höhenzug um die Gemeinde gesichert. Gegen 19:00 Uhr gingen die Einheiten gegen das südlicher gelegene Elsenfeld vor. Bis Mitternacht waren die Deutschen zurückgeworfen und die Erhebungen waren durch US-Truppen gesichert. Zudem verlor die 256. VGD an diesem Tag die Stadt Alzenau. Beim Verteidigungskampf junger Flakhelfer nahe der Ziegelei gab es mehrere gefallene und verwundete deutsche Soldaten.
Im Einsatzraum der 45th gingen im Laufe des Tages 432 Deutsche in Gefangenschaft.
Bei Laudenbach erreichte die 3rd Division den Main. Beim Vorrücken vom Rhein hatten Einheiten ein großes Munitionslager erobert. Der Widerstand im Sektor der Division war bereits weitgehend aufgelöst, und nur kleine Kampfgruppen leisteten Gegenwehr. Die 3rd Division bestand aus dem 7th Infantry Regiment (7th), dem 15th Infantry Regiment (15th) und dem 30th Infantry Regiment (30th). Das zuerst am Main eingetroffene 7th wurden vom gegenüberliegenden Ufer mit leichten Waffen beschossen.

### Deutscher Gegenangriff der 36. VGD (Karfreitag, 30. März)

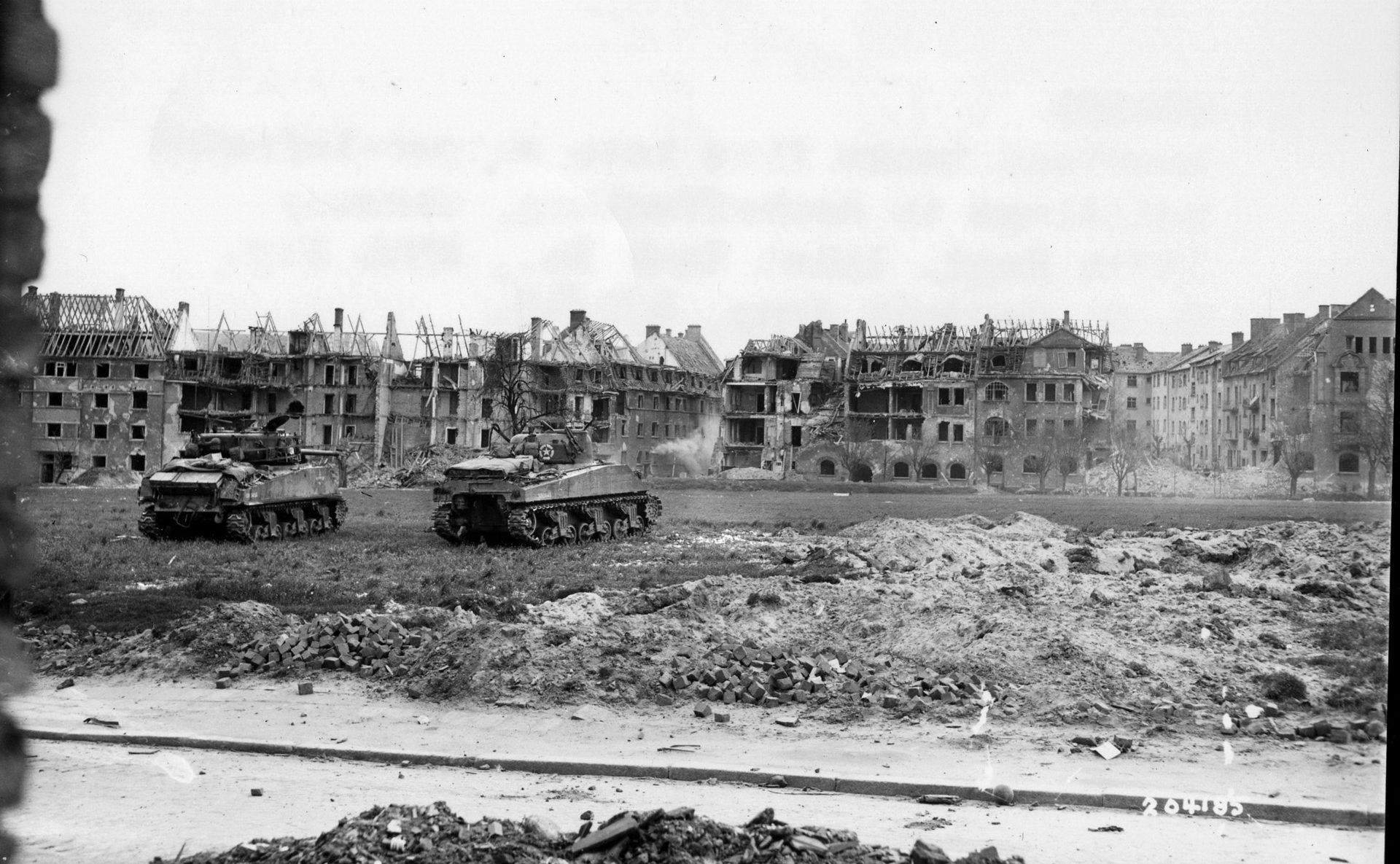
Zwei Panzer der 191st unterstützen das 157th beim blutigen Häuserkampf. Die Panzer stehen auf dem Gelände der heutigen Maria-Ward-Schule. Die Häuserreihe im Hintergrund liegen in der Brentanostraße (sog. Münstermann-Block). Bei dem Haus ganz links handelt es sich um das heutige Anwesen Brentanostraße 31.

Im Schutz der Nacht hatten sich ortskundige Einheiten der Deutschen hinter die Linien der US-Truppen geschlichen. Gegen 01:00 Uhr griffen diese die Company L von zwei Seiten an. Ein zweiter, größerer Angriff begann um 03:20 Uhr und konnte erst nach etwa einer Stunde intensiver Mann-gegen-Mann-Kämpfe abgewehrt werden.
Etwa zeitgleich begann der immer wieder hinausgezögerte Angriff der 36. VGD. Regimenter der Wehrmacht-Division drangen von Soden und Gailbach aus unter schweren Verlusten in Richtung Obernau vor. Anfänglich machten sie große Geländegewinne bei dem Versuch den Brückenkopf zu zerschlagen. Aufgrund der hinzueilenden alliierten Verstärkungen mussten sie jedoch bis zum Mittag den Rückzug antreten. Im Schutz der Nacht war ein Regiment über den Exerzierplatz an den Erbig geschleust worden. Ein Leutnant griff jedoch zu früh an und die Einheit blieb unter schweren Verlusten im Wald hängen. Am Morgen drohte sie an der Flanke umgangen zu werden und musste sich über freies Feld zurückziehen. Die Verluste waren enorm. Es wurden vom Steinweg bis zum Bachgraben 26 Tote und unzählige Verwundete gezählt. Ausgelöst dadurch verlegten das 179th und das 180th zunächst in Richtung Osten und in den folgenden Tagen Richtung Nordosten. Die schwer angeschlagene 36. VGD zog sich nach dem misslungenen Angriff weiter in Richtung Südosten zurück. Die „Festung“ Aschaffenburg war damit von den Kräften südlich von Obernau abgeschnitten und drohte, durch Alliierte vollends eingeschlossen zu werden.
Der Häuserkampf im Stadtteil Schweinheim dauerten indes an. Colonel O’Brien schickte daher sein Reservebataillon ins Gefecht. Unterstützt wurden die eingreifenden Soldaten dabei von den 90 Geschütze zählenden Divisionsartillerien der 44th und der 45th. Das 44th wurde nach der Einnahme von Mannheim nach Norden verlegt und sollte zunächst den Raum westlich des Mains besetzen. Da sich die Situation nicht entspannte, wurden schließlich alle Geschütze, auch die der Jagdpanzer des 645th, angewiesen, das Feuer auf den Stadtteil zu eröffnen. Dabei wurden gegen 11:30 Uhr alleine 25 Schuss auf einen Spähposten in der katholischen Kirche Maria Geburt abgefeuert. Allein das 160th Field Artillery Battalion verschoss an diesem Tag 1253 Granaten. Bedingt durch den asymmetrischen Widerstand der Deutschen mussten die Amerikaner den Stadtteil Haus für Haus einnehmen. Die Verluste auf beiden Seiten waren immens. Vielerorts versteckten sich Scharfschützen in den Ruinen. Die Überquerung einer Straße oder Blick aus einem Fenster war ein „Flirt mit dem Tod“. Um 13:50 Uhr griffen erneut etwa 250 Deutsche die Amerikaner an und versuchten die Linie der Amerikaner zu durchbrechen. Erschöpft und unter hohen Verlusten brachen diese den Angriff ab und konnten bis an das andere Ende Schweinheims zurückgeworfen werden. Die Lage entspannte sich in der Folge und das 3/157th konnte in Schweinheim vorrücken. Trotz massiver Luftunterstützung durch das 64. US-Jagdgeschwader (64th Fighter Wing) ab 18:00 Uhr gelang es den US-Truppen bis zum Ende des Tages nicht, den gesamten Stadtteil unter Kontrolle zu bekommen.
Im Gegensatz dazu kämpfte das 2/157th in Aschaffenburg ein Haus nach dem anderen frei. Dabei stieß es auf starken Widerstand. Lamberth soll alte Männer, Frauen und junge Mädchen organisiert haben um die Amerikaner zu behindern. Diese warfen Granaten von den Dächern und aus den oberen Etagen auf die vorrückenden Feinde. Das 2nd Chemical Mortar Battalion beschoss die Innenstadt Aschaffenburg an diesem Tag mit 238 explosiven und 520 Phosphor-Granaten. Ab 18:40 Uhr flogen die amerikanischen Luftstreitkräfte gezielte Angriffe auf die Innenstadt. Ziel waren das Gestapogebäude und das Hauptquartier der KKA im Schloss Johannisburg.
Die US-Truppen vermuteten im Hösbacher Kirchturm einen Beobachtungsstand. Daher wurde der Ort durch Artillerie beschossen.
Die 256. VGD verlor an diesem Tag Michelbach. Bei den dortigen Kämpfen fielen 15 deutsche Soldaten und circa 35 wurden verwundet. Diesen standen 3 getötete und eine unbestimmte Anzahl an verwundeten US-Soldaten gegenüber. Die neue Linie verlief durch Gelnhausen-Neuses-Herrnmühle über den Hahnenkamm. Weiterhin ging Kleinostheim verloren und es bestand kein Kontakt mehr zur Mainlinie. Der linke Flügel der 416. ID verlor Rück, Eichelsbach und Roßbach.

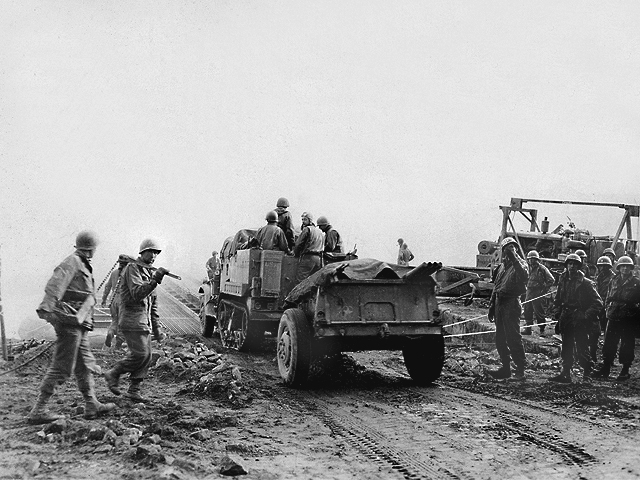
Main-Überquerung bei Wörth am 30. März 1945 der 3rd Division. Pvt. John J. Flynn des 3rd MP Platoon dirigiert im Vordergrund den Verkehr.

Gegen 03:00 Uhr hatte das 1/30th unter der Leitung von Lt. Col. Mackenzie Porter mit Booten den Main überquert. Dies geschah ohne Widerstand. Die anschließenden Kämpfe um Erlenbach dauerten drei Stunden.  Das 2/30th sicherte die umliegenden Höhen bei Erlenbach und Klingenberg. Dabei wurden drei Nebelwerfer zerstört. Das 3/30th, zunächst in Reserve, traf bei Trennfurt auf Widerstand. Nach der Zerstörung eines Panzers und zweier Flak-Wagen sowie dem Ausschalten zahlreicher deutscher Scharfschützen setzte das Bataillon mit einer erbeuteten deutschen Barke über den Main.
Das 15th querte den Main am Mittag und stieß in Richtung Röllfeld, Großheubach, Miltenberg und Röllbach vor. In Miltenberg kam es zu einem deutschen Gegenangriff, bei dem sechs Gefangene kurzzeitig befreit wurden. Der Angriff konnte zurückgeschlagen werden. In einem Militärkrankenhaus wurden über 200 deutsche Patienten und vier Amerikaner angetroffen. Das 2/15th besetzte Reistenhausen nach einem kurzen Feuergefecht. Fechenbach wurde ohne Widerstand eingenommen. Das 3/15th unter Major John O’Connell besetzte Smachtenberg und eroberte dort einen Flughafen mit mehreren Gleitern sowie einem deutschen Fluglehrer und seinen Schülern.
Das 7th querte als letztes Main. Es führte seinen Vorstoß Richtung Osten gegen den Höhenzug bei Mechenhard und Streit. Es räumte Eschau und die umliegenden Gemeinden. Anschließend rückte es gegen die letzten Verteidigungsstellungen vor.
Die Frontlinie verlief nun durch Elsavatal, Eschau, Mönchberg und Reistenhausen.
Es gilt zu beachten, dass die Abwehrlinien nie durchgehend waren. Hierfür standen den Deutschen zu wenig Kräfte zur Verfügung. Die Bedrohung seiner Flanken zwangen das AK fortlaufend zur Zurücknahme der Front und letztlich zum Absetzen über den Spessart.

### Aussichtslose Lage (Karsamstag, 31. März)

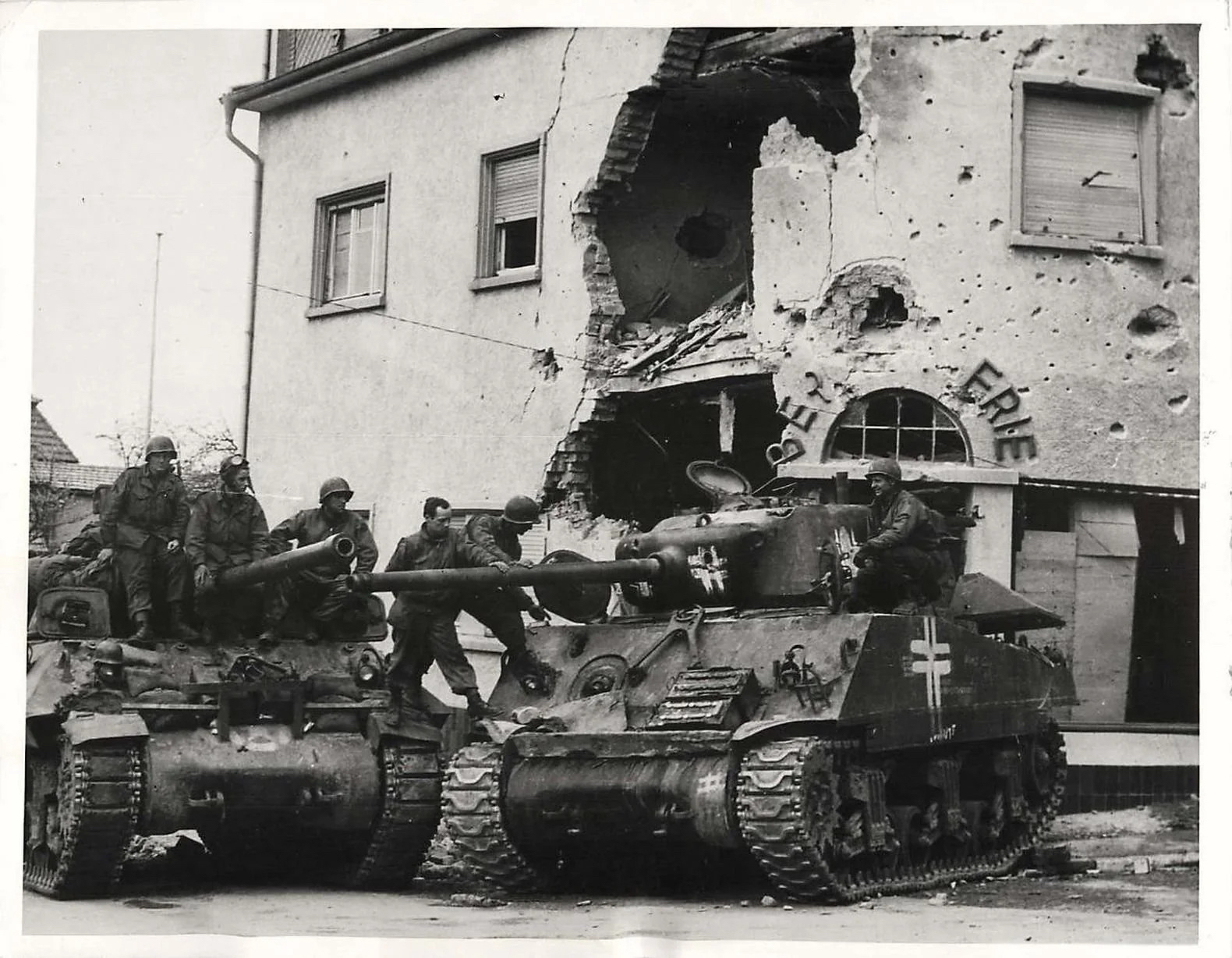
Rechts ein durch einen Treffer am Bug außer Gefecht gesetzter deutscher Panzer. Der Panzer war beim Vorrücken der Task Force Baum von den Deutschen erbeutet worden. Diese hatten ihn mit einem provisorischen Kreuz markiert. Auf weiterem Bildmaterial ist zu sehen, dass die Besatzung den Treffer nicht überlebt hat. Das Bild entstand an der Ecke Schweinheimer Straße / Schneebergstraße.

Nördlich von Aschaffenburg überquerten am Samstag, den 31. März die Kräfte der 44th den Main bei Kleinostheim und rückten bis Mainaschaff vor. Während das 2/157th den Südbahnhof in Aschaffenburg einnahm, durchbrach das 3/157th die Verteidigungsstellungen der Deutschen in Schweinheim. Der Widerstand war nun geteilt in zwei isolierte Schwerpunkte. Einer lag am nordöstlichen und einer am nordwestlichen Teil.
Bis 17 Uhr brach der letzte militärische Widerstand in Schweinheim. Die US-Einheiten versuchten nun handstreichartig die östlich an Schweinheim angrenzende Artillerie- und Bois-Brûlé-Kasernen einzunehmen, mussten die Bemühungen jedoch bereits um 17:30 Uhr abbrechen: Sie zogen sich zunächst zurück und beschossen die Kasernen mit Panzern, Artillerie und Jagdbombern.
Der personellen amerikanischen Übermacht und überlegenen Feuerkraft hatten die deutschen Soldaten nur noch wenig entgegenzusetzen. Deutsche Mörsereinheiten beschossen das mittlerweile von amerikanischen Einheiten besetzte Schweinheim mit etwa 1.000 bis 1.500 Granaten. Für einen Gegenangriff standen aber lediglich zwei Panzer zur Verfügung, die sehr schnell abgeschossen waren. Einer der beiden Panzer war von den Deutschen zuvor beim Durchbruch der Task Force Baum erbeutet worden. Trotz der aussichtslosen Lage war Kampfkommandant Lamberth noch nicht gewillt zu kapitulieren. Das folgende, am Mittag über dem Schloss Johannisburg abgeworfene Ultimatum blieb unbeantwortet:

„AN DEN KOMMANDANTEN DER STADT ASCHAFFENBURG
Ihre Lage ist hoffnungslos. Unsere Uebermacht an Menschen und Material ist ueberwaeltigend.
Ihnen ist hiermit die Gelegenheit geboten durch bedingungslose Kapitulation Leben und Eigentum zahlloser Zivilpersonen zu retten. Selbstverständlich sind Ihnen und Ihrer Garnison die Bedingungen der Genfer Konvention zugesichert.
Die folgenden Bedingungen werden Ihnen hiermit gestellt. Sofort nach Erhalt dieser Botschaft:
1. Das Hissen der weißen Fahne auf der Pionierkaserne.
2. Die Entsendung einer Delegation unter weisser Fahne zum Suedende der stadt[sic], die dazu autorisiert sein wird die Verhandlungen zur Uebergabe Aschaffenburgs zum Abschluss zu bringen.
Sollten Sie sich weigern auf diese Bedingungen einzugehen, so wuerden wir uns dazu gezwungen sehen, Aschaffenburg dem Erdboden gleichzumachen.
Das Schicksal Aschaffenburgs liegt in Ihrer Hand.“

Das letzte Hindernis, welches der Einschließung des Stadtzentrums noch entgegenstand, war das zwischen Kernstadt und Schweinheim gelegene Kasernenviertel. Während am Südrand der Stadt heftig gekämpft wurde, umging das 3/157th die Kasernen, indem es südöstlich der Stadt über den Stengerts nach Haibach verlegte. Am späten Nachmittag konnten das 179th und das 180th den letzten Widerstand in ihrem Abschnitt brechen und entlang der Elsava vorrücken. Die letzten Deutschen zogen sich unorganisiert aus Hessenthal und Wintersbach nach Osten und Südosten zurück.
Das Vorrücken der US-Amerikaner wurde indes erneut durch massiven Einsatz der Artillerie und der Luftstreitkräfte begleitet. Ab 14:00 Uhr feuerten die fünf Bataillone der 158th FAB jeweils 400 Schuss auf ausgewählte Ziele in der Stadt ab. Ab 21:00 Uhr schossen vier Bataillone weitere 400 Schuss auf die Stadt. Zusätzlich gaben sechs 105-mm-Sturmgeschütze des 191. Panzerbataillons 120 Schuss auf ähnliche Ziele ab. Die Luftstreitkräfte der Amerikaner setzten insgesamt 331 Flugzeuge gegen Aschaffenburg ein. Dabei warfen sie über 90 t Bomben ab, verschossen 33 Raketen und 2 Millionen Schuss Kaliber .50. Die insgesamt 15 Missionen griffen Ziele in Gailbach, Hessenthal, Wintersbach, Haibach und Aschaffenburg an. Zudem wurden weitere 680 Deutsche gefangen genommen.
Die 256. VGD verlor im Laufe des Tages Altenmittlau. Die neue Linie verlief Lieblos (Westrand) Gelnhausen, Geiselbach, Herrnmühle, Hahnenkamm und Schöllkrippen. Zudem bestand ab diesem Tag kein Kontakt mehr mit der benachbarten 36. VGD.
Die 36. VGD verlor Ebersbach, Leiderbach, Volkersbrunn und Heimbuchenthal. Die neuen Stellungen befanden sich in Goldbach, Grünmorsbach, Gailbach, Dörrmorsbach und im Umfeld von Hessenthal.
Dei 416. ID verlor den Raum Hobbach, Unteraulenbach, Wildensee, Eschau, Mönchberg und Reistenhausen. Die neue Linie verlief Rohrbrunn, Krausenbach, Wintersbach, Altenbuch, Dorfprozelten.
Der Kommandoposten des 3rd wurde an diesem Tag von Pfaffen-Beerfurth nach Seckmauern verlegt.

### Sturm der Kasernen (Ostersonntag, 1. April)

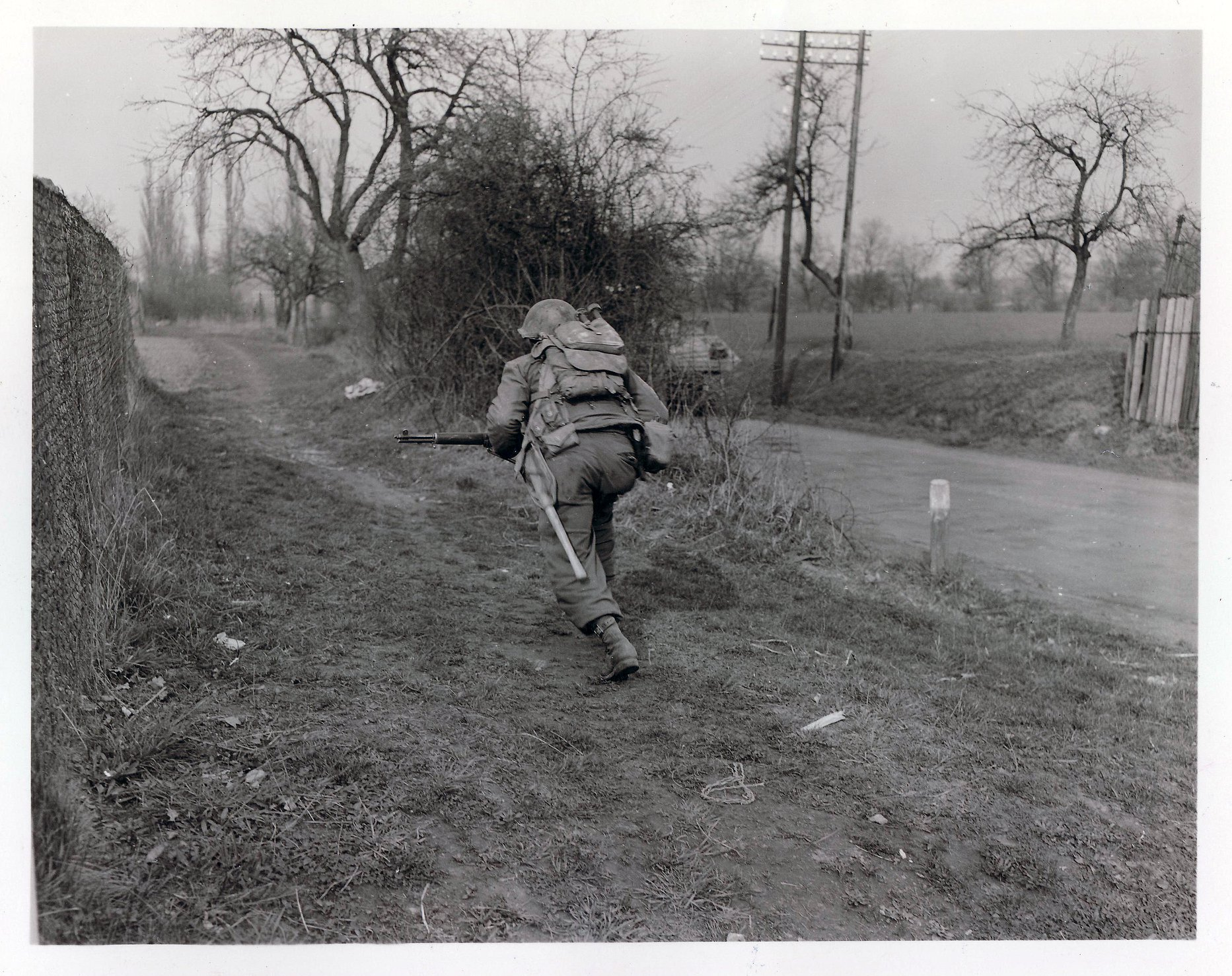
Ein US-Soldat rennt an einem Zaun (heute Hausnummer Obernauer Straße 126) nach vorne. Wenige Sekunden später wird er durch einen Scharfschützen im Bereich der ehemaligen „Weberei Därfler“ erschossen.

Am Ostersonntag herrschte kein Frieden in Aschaffenburg. Das 1/157th und das 3/179th setzten ihre Bemühungen fort, die umliegenden Gemeinden zu erobern. Gailbach und Haibach wurden hierbei schnell erobert. Anschließend begannen sie mit dem Angriff auf Goldbach und Hösbach. Company F unterstützte das 3/157th dabei die letzten Widerstandsnester in Schweinheim freizukämpfen.
Um das Kasernenviertel zu stürmen feuerten amerikanische Artilleriegeschütze sechs Stunden lang vom Erbig aus auf die Artilleriekaserne. Ein erster Angriff der Company K wurde jedoch durch deutsches Maschinengewehrfeuer um 13 Uhr abgewehrt. Anschließend wurde der Angriff durch Panzerverbände vorgetragen, welche die Keller der Kaserne mit Phosphorgranaten beschossen. Dem Häuserkampf im darauffolgenden, zweiten Infanterieangriff konnten die etwa 100 deutschen Verteidiger nicht lange standhalten und mussten sich schließlich geschlagen geben. Auf gleiche Weise wurde bis 17 Uhr die Bois-Brûlé-Kaserne erobert, bevor das Bataillon schließlich, entlang der Würzburger Straße, stadteinwärts in Richtung der Lagarde-Kaserne und Jägerkaserne vorrückte.
Derweil ging das 2/157th gegen die Pionierkaserne vor. Diese kontrollierte die stadteinwärts verlaufende Schweinheimer Straße, konnte aber von der südlich gelegenen Schweinheimer Höhe eingesehen und beschossen werden. Die zwei von US-Soldaten auf der Anhöhe in Stellung gebrachten 155-mm-Haubitzen beschossen die Kaserne am Vormittag mit über 100 Granaten. Am Nachmittag war schließlich der größte Teil der Kaserne unter amerikanischer Kontrolle.
Der massive Einsatz von Artilleriegeschützen und Jagdbombern bestimmte auch den Ostersonntag. Jedes der eingesetzten amerikanischen Bataillone verschoss allein am Karsamstag 400 Granaten. Das Vorrücken in der Stadt wurden durch das 158th FAB und der Verstärkung des 182nd Field Artillery Battalion (155mm howitzer), des 999th Field Artillery Battalion (8-inch howitzer), des 217th Field Artillery Battalion (155mm howitzer) und des 697th Field Artillery Battalion (240mm howitzer) unterstützt. Zudem wurde eine 155-mm Selbstfahrlafette M-12 mit 100 Schuss Munition zugeteilt. Dies sollte alle Gebäude entlang des Mains durch Direktbeschuss zerstören. Hinzu kamen 100 t Bomben, 300 4,5-Zoll-Raketen und 200.000 Schuss 12,7-mm-Maschinengewehr-Munition, die in 176 Jagdbombereinsätzen auf die Stadt herabregneten. Die in der Stadt zurückgebliebenen Einwohner verbrachten die Tage und Nächte daher in ihren Luftschutzkellern. Da Aschaffenburg zu den Luftschutzorten erster Ordnung zählte, hatte es keine staatlichen Hilfen zur Errichtung von Luftschutzeinrichtungen erhalten; es gab nur wenige und kleine Bunkeranlagen.
Durch die massiven Angriffe häuften sich die Verluste und Ausfälle auf deutscher Seite. Alleine am 1. April gingen über 1.000 Deutsche in Kriegsgefangenschaft. Die KKA war von anfänglich 5.000 Mann auf nunmehr 800 Mann geschrumpft und kaum noch zu effektivem und organisiertem Widerstand in der Lage.
In ganz Hösbach kam aufgrund der Luftangriffe zu Zerstörungen und Bränden. Dadurch wurde die Wasserleitung unterbrochen und Löscharbeiten erfolgten mit Jauche.
An diesem Tag musste die 256. VGD Gelnhausen, Geiselbach und Schöllkrippen verloren geben. Es wurden neue Stellungen in Röhrig, Wiesen und Heinrichsthal bezogen. Die Reste einer zurückgebliebenen Kampfgruppen im Forst Wolfgang ergaben sich. Einheiten im Bereich der Herrnmühle und des Hahnenkamm waren von der restlichen Division abgeschnitten.
Die 36. VGD zog sich aus Straßbessenbach, Oberbessenbach, Dörmorsbach und Gailbach zurück. Die neue Linie verlief Laufach, Steiger, Waldaschaff und Rothenbuch. Letzteres wurde jedoch bereits um Mitternacht geräumt.
Die Kräfte der 416. ID verloren Krausenbach, Rohrbrunn, Lichtenau und Erlenfurt. Weiterhin wurden kampflos Dorfprozelten, Stadtprozelten und Hasloch aufgegeben. Sie zogen sich auf die Linie Einsiedel, Bischbrunn, Schollbrunn und Kreuzwertheim zurück.
Der Kommandoposten der 3rd verlegte an diesem Tag von Seckmauern nach Rück.

### Der Kessel schließt sich (Ostermontag, 2. April)

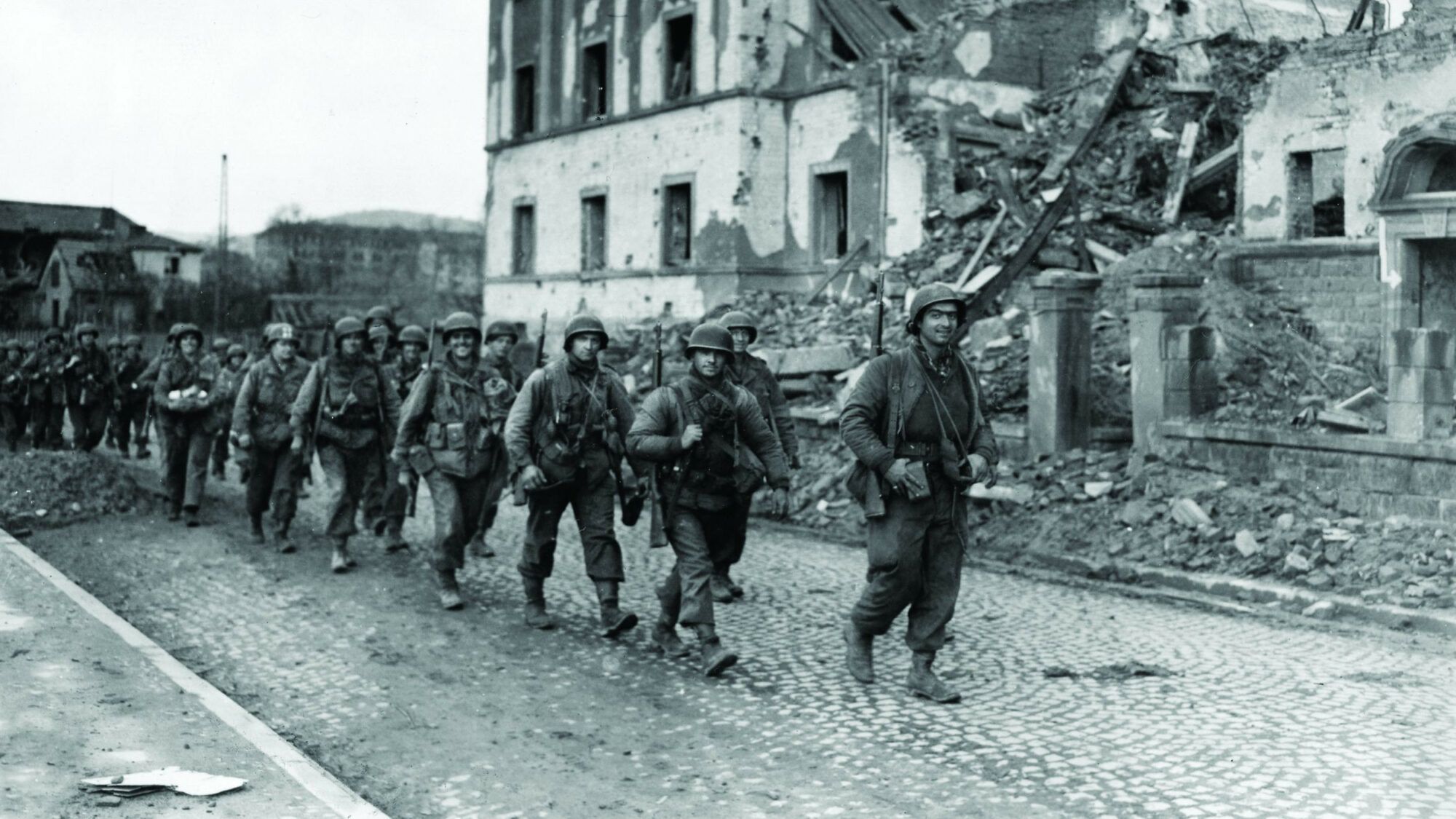
Soldaten der E-Kompanie des 157th marschieren nach sechs Tagen intensiver Kämpfe über die zerstörte Herrleinstraße (Heute Hausnummer 39).

Am Ostermontag setzte sich der Widerstand der Deutschen fort. Dieser war aufgrund der extremen Lage jedoch nicht mehr organisiert. Nach einer 30-minütigen Vorbereitung wurde der Angriff auf die Stadt fortgesetzt. Die Doughboys rückten langsam vor, kämpften sich von Haus zu Haus und vertrieben den Feind aus den Kellern. Zwischen 09:00 und 12:00 Uhr wurden 500 Schuss auf Widerstandsnester abgefeuert, unterstützt durch 12 koordinierte Missionen des 158th, 217th und 182nd Field Artillery Battalions. Die systematische Zerstörung der Gebäude setzte sich indes unter Leitung vorgeschobener Beobachter und zweier M12 fort. Die Zahl sich ergebender Deutscher nahm zu, jedoch leisteten einige Widerstandsnester noch immer massiven Widerstand.
An diesem Tag fielen die Lagarde- und die Jägerkaserne ebenfalls unter amerikanische Kontrolle. Der NSDAP-Kreisleiter Wilhelm Wohlgemuth und die beiden Beauftragten der Parteikanzlei flohen am Nachmittag aus der Stadt in Richtung Johannesberg. Unmittelbar danach schlossen das 1/157th, das 179th und 180th schließlich den Kessel um die Stadt und errichteten Straßensperren, indem sie Goldbach und Hösbach eroberten. Der Kommandoposten des 45th wurde an diesem Tag von Großostheim nach Laufach verlegt.
Das letzte Widerstandsnest in der Pionierkaserne kapitulierte schließlich am Nachmittag. Bis zum Anbruch der Dunkelheit war das 2/157th in das Aschaffenburger Stadtzentrum vorgerückt. Das 3/157th kämpfte sich über die östlichen Stadtgebiete in die Fasanerie. Die Luftangriffe und der Artilleriebeschuss der Amerikaner dauerten indes an. In der Nacht wurden 24 Ziele mit insgesamt 800 Schuss durch das 182nd, 697th, 217th, 999th und 158th Field Artillery Battalion beschossen. Am 2. April ergaben sich erneut 1.100 Deutsche, während sich die letzten in das Schloss Johannesburg zurückzogen. Von den verbliebenen Deutschen fielen nur noch vereinzelte Mörserschüsse.
Erneuter Einschlag einer US-Granate in Hösbach. Letztlich kann das 179th kampflos im Ort einmarschieren.
Die 256. VGD musste Bad Orb verloren geben. Die Reste der Widerstandsnester am Hahnenkamm und der Herrnmühle ergaben sich und die US-Truppen eroberten Mömbris. Die neue Position befand sich in Burgjoß, Lohrhaupten und Frammersbach.
Die 36. VGD verlor Waldaschaff, Neuhütten, den Bischborner Hof und Rechtenbach. Etwa zeitgleich begann der Kampf um Lohr und Partenstein. Die Linie verlief Frammersbach, Ruppertshütten und Sackenbach.
Die 416. ID verlor die Kämpfe um Kreuzwertheim, Schollbrunn, Oberndorf, Bischbrunn, Homburg, Hafenlohr, Rodenbach und Wombach. Es bildete einen Brückenkopf bei Neustadt und eine dünne Sicherungslinie am Main bei Marktheidenfeld.
Somit hatten sich alle Kräfte des AK aus dem Gebiet der heutigen Landkreise Aschaffenburg und Miltenberg zurückgezogen.

### Kapitulation der Garnison (Dienstag, 3. April)

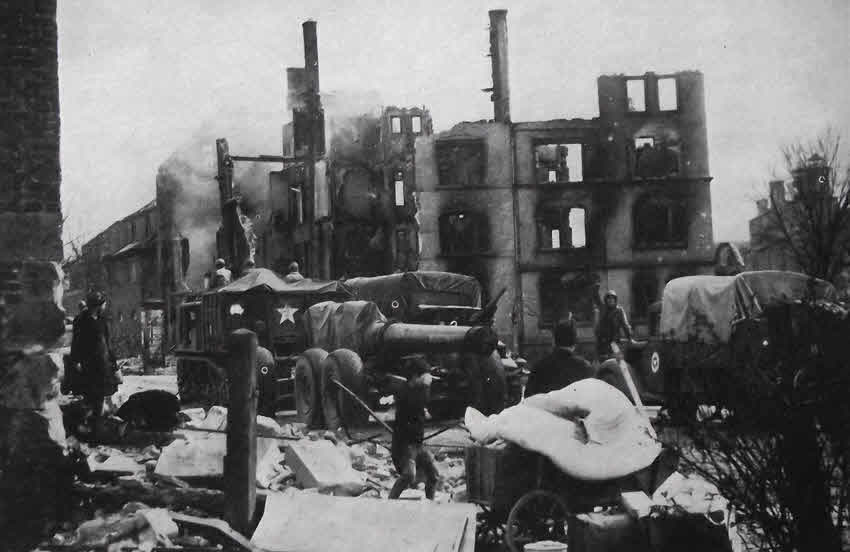
Ein amerikanisches 8-Zoll-Geschütz wird hier beim Transport durch Aschaffenburg gezeigt. Das Geschütz der 999th Field Artillery Battalion wurde bei der systematischen Bekämpfung von Widerstandsnestern eingesetzt.

Am Morgen des 3. April erkannten Lamberth und seine Kommandeure schließlich die Aussichts- und Sinnlosigkeit weiteren Widerstands an. Kurz nachdem die US-Einheiten um 6:30 Uhr den Angriff auf das Stadtzentrum begonnen hatten, entsandte Lamberth einen Parlamentär, um über eine Kapitulation zu verhandeln. Der US-Kommandeur Colonel O’Brien lehnte jede Verhandlung ab. Er verlangte, dass bis 8 Uhr auf allen Türmen des Schloss Johannisburg weiße Fahnen angebracht werden und drohte andernfalls mit der Wiederaufnahme des Angriffs. Um 9 Uhr kapitulierte Lamberth schließlich vor Lieutenant Colonel Felix Sparks, dem Befehlshaber des 3/157th, und fuhr anschließend durch Aschaffenburg, um seine Entscheidung seinen noch verbliebenen Männern zu verkünden. Tatsächlich gab es noch verbliebene Widerstandsnester, welche nicht aufgeben wollten. Gegen 13 Uhr war Aschaffenburg komplett unter der Kontrolle der US-Truppen. Die Wehrmacht berichtete knapp: „Aschaffenburg ging verloren“.
Robert „Doc Joe“ Franklin, ein Sanitäter des 157th, berichtete, dass es in der Folge zu Plünderungen durch amerikanische Soldaten der I-Company kam. Sie raubten Geschäfte aus und entwendeten Geld aus deutschen Tresoren. Einige Soldaten zerschlugen die Schaufenster eines Juweliergeschäfts und stahlen den ausgestellten Schmuck. In einem deutschen Hauptquartier öffneten sie einen Tresor mit großen Mengen Bargeld.
Die 3rd verlegte an diesem Tag ihren Kommandoposten von Rück nach Weibersbrunn und der des 44th von Babenhausen nach Alzenau.

## Folgen

### Beginn der US-Militärregierung

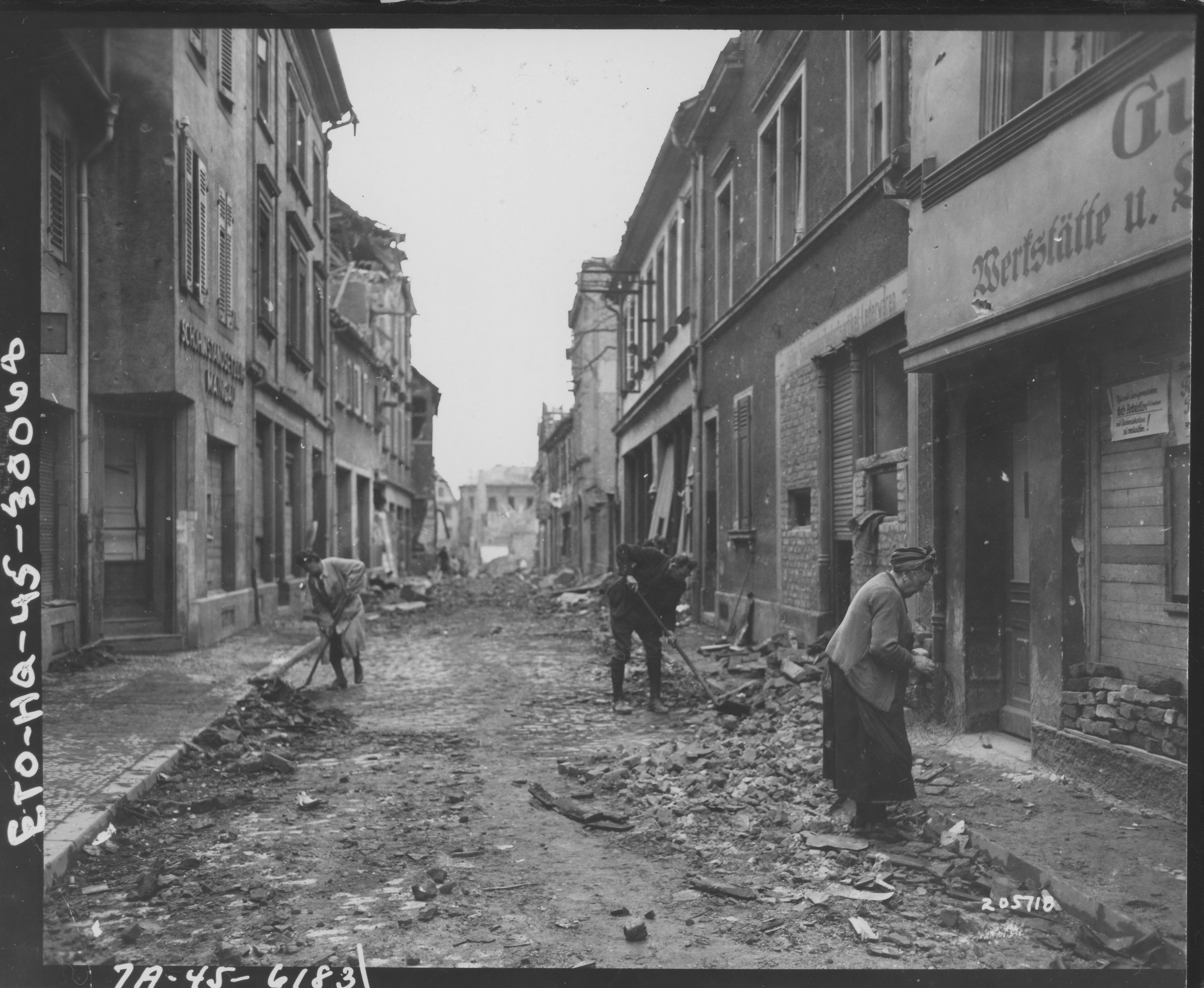
Zivilisten beginnen im Roßmarkt mit den Aufräumarbeiten, nachdem die Kampfhandlungen beendet sind.

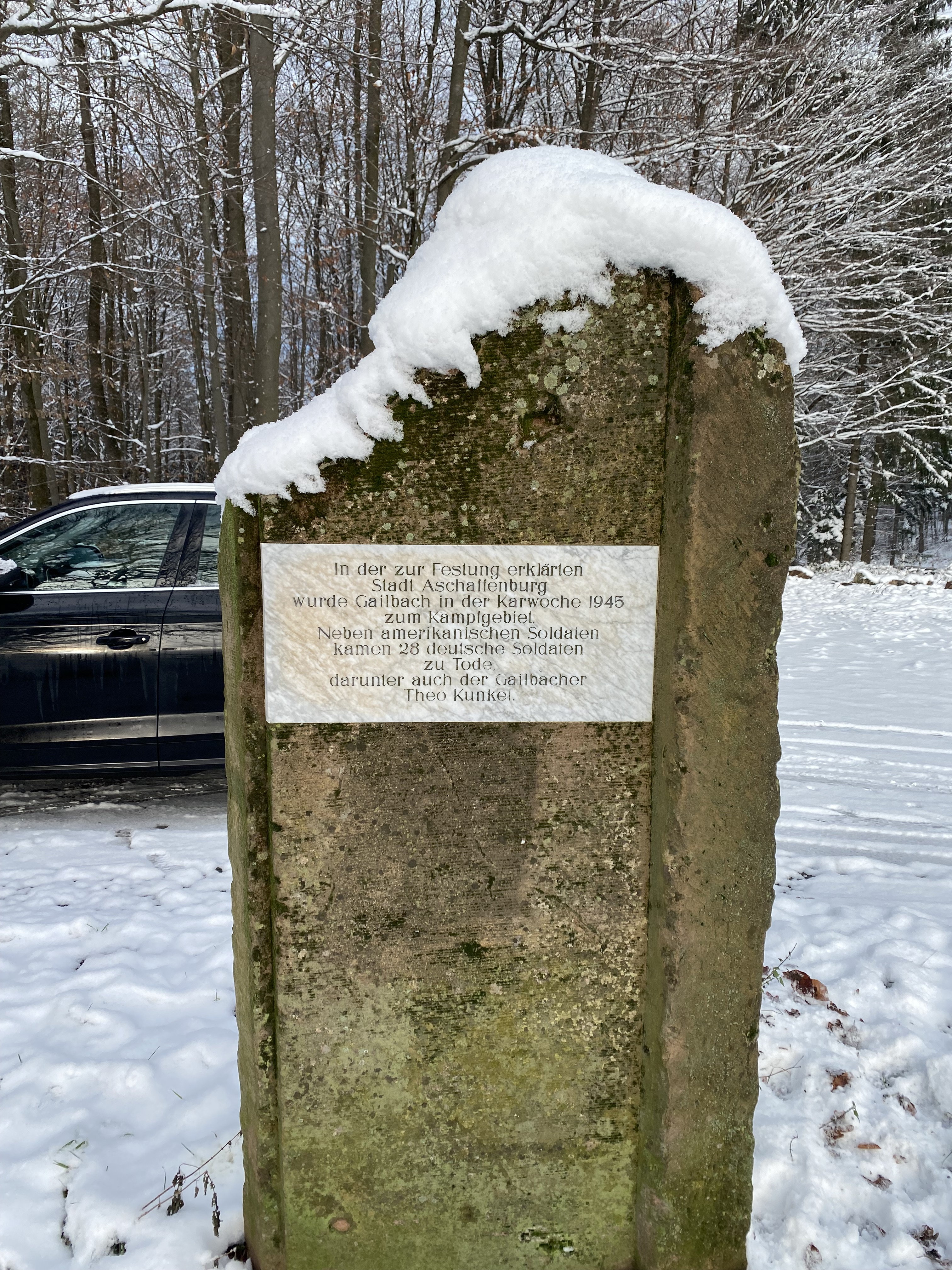
Gedenkstein zum Gefechtsbereich um den Stadtteil Gailbach. Befindet sich an der Frühstückseiche zwischen Gailbach und Soden.

Unmittelbar nach dem Ende der Schlacht übernahm eine provisorische Militärregierung am Dienstag, den 3. April Aschaffenburg. Mit dem Ende der Kampfhandlungen kehrten im Lauf des Monats auch viele Aschaffenburger wieder zurück in die zerstörte Stadt. Am 14. April wird Jean Stock durch die US-Amerikaner zum Oberbürgermeister ernannt. Neben den Einheimischen strömten auch viele DPs in die Stadt und wurden zum größten Teil in den leerstehenden Kasernen am Stadtrand untergebracht. Hier bildeten sich, trotz der Militärpräsenz und des schrittweisen Aufbaus einer Polizeibehörde, unbeherrschbare Ghettos und Banden, welche die städtische Bevölkerung ausraubten und terrorisierten. So kam es im Zeitraum von der Kapitulation bis September des gleichen Jahres in der mittelgroßen Stadt zu 18 Morden. Um der Lage Herr zu werden, wurden teilweise Ausgangssperren verhängt.
Aschaffenburg spielte zudem eine Rolle in den alliierten nachrichtendienstlichen Operationen. 1947 verhafteten die amerikanischen Behörden dort Julius Revay, einen mutmaßlichen sowjetischen Agenten, der versuchte, Einfluss auf die ukrainischen Exilgemeinden in den DP-Lagern zu nehmen. Dies verdeutlicht die strategische Bedeutung Aschaffenburgs für die Geheimdienste in der unmittelbaren Nachkriegszeit.

### Zerstörung
- Von den ursprünglich etwa 4.600 Gebäuden in der Stadt waren 1.000 vollständig und weitere 3.000 teilweise zerstört, dazu hatte besonders der Luftangriff am 21. November 1944 beigetragen.

### Militärische Verluste
Die Angaben über personellen Verluste gehen weit auseinander:
- Laut Stadtmüller beliefen sich die amerikanischen Verluste auf etwa 3.000, die deutschen auf 1.620 tote und verwundete Soldaten.
- Schillare nennt jedoch bei den amerikanischen Verlusten deutlich geringere Zahlen. Er schätzt die US-Verlustzahlen auf mindestens 20 Tote und 300 Verwundete. Dies dürfte jedoch aufgrund der langen Gefechtsdauer und den intensiven Kämpfen viel zu gering liegen.
- Sowohl bei Stadtmüller als auch Schillare ist eine latente Glorifizierung der eigenen Kräfte bemerkbar.
- Bei dem Gefecht im Schönbusch fielen mindestens 8 deutsche Soldaten.[76]
- Vom Beginn der Kampfhandlungen wurden 209 tote Deutsche zum damaligen Sammelfriedhof nach St. Avold in Frankreich / Lothringen gebracht.[77]
- Die Regimentsgeschichte des 45th (28. März–3. April 1945) spricht von 3.000 toten und verwundeten US-Amerikanern und 1.620 Toten und 10.000 Gefangenen auf deutscher Seite.[78]
- Aus den Morning Reports der Company K. 3/180th geht beispielsweise hervor, dass die Einsatzstärke während des Gefechts von 146 Mann (25. März) auf 116 Mann (5. April) fiel.[79]
- Antal schreib in seiner Arbeit, dass das 157th in seinen vier Tagen im Einsatz 700 Deutsche getötet oder verwundet und weitere 2.536 gefangen genommen haben soll. Die Verluste des 157th beliefen sich auf 193 getötete oder verwundete Soldaten.[80]
- Bei den Kampfhandlungen um Gailbach starben mindestens 28 deutsche Soldaten.
- Am 30. März fielen während der Kämpfe um Michelbach 15 Soldaten, ca. 35 wurden verwundete. Auf amerikanischer Seite waren drei gefallen und mehrere wurden verwundet.[81]
- In Eichelsbach fiel am 31. März mindestens ein Soldat.[82]
- Das 158th FAB hatte 4 Verwundete zu beklagen.[83]
- Ferner gingen beim Gefecht am Untermain insgesamt 3.500 deutsche Soldaten in Kriegsgefangenschaft, 2.941 direkt in Aschaffenburg.[68] Dabei dürfte es sich aber nur um die Gefangenen am letzten Tag handeln.
- Durch einen Granateneinschlag fiel am 30. März ein Angehöriger des 2nd CMB. 5 Weitere wurden verwundet.[84]
- Weiterhin wurden über 20 amerikanische Panzer abgeschossen oder durch die Deutschen erbeutet.
- Die 4th verlor während den 3 Tagen am Untermain insgesamt 519 Mann. Davon sind 44 Gefallen, 158 Verwundet und 317 Vermisst (darunter 290 Angehörige der Task Force Baum).[85]

### Zivile Opfer
- In der Innenstadt Aschaffenburgs starben in der Zeit des Gefechts 140 Menschen.[86]
- In Schweinheim verloren während der Kämpfe 28 Zivilisten ihr Leben.[87]
- Zwei Tage nach Abzug der Amerikaner, am 5. April 1945, tötete eine Granate drei spielende Kinder im Hof. Die Brüder Jürgen und Volker Rühl sowie Günther Brunner waren erst 8 Jahre alt. Der Vater der Gebrüder Rühl starb wenige Wochen zuvor in russischer Kriegsgefangenschaft.[88]
- In Gailbach tötete eine Granate die 23-jährige Maria Schreck in ihrem Hof.[89]
- In Hösbach gab es durch Artilleriebeschuss am 30. März 1945 15 Tote und 4 Verwundete.[90][91] Ein Luftangriff forderte am 1. April 1945 13 Tote. Darunter waren mindestens 3 Kinder.[92][56]
- In Erlenbach am Main starben bei einem Bombenangriff deutscher Me 262 auf die Pontonbrücke der Amerikaner vier Erwachsene und fünf Kinder.[93]
- Am 8. April starben zwei Buben im Streit beim Spielen, am 13. April fünf Kinder in Klingenberg und am 30. April ein Junge in Erlenbach.[94]
- In Goldbach starben durch einen Tieffliegerangriff und Artilleriebeschuss 8 Zivilisten.[95]
- In Grünmorsbach starben durch Artilleriebeschuss zwei Zivilisten. Darunter 1 Mädchen.[96]
- In Sulzbach am Main starben 8 Zivilisten. Darunter waren 4 Kinder. Das jüngste war 3 Jahre alt.[97]
- In Soden erlagen 2 Kinder ihren Verletzungen und eine Frau verlor beide Beine.[98]
- In Miltenberg kamen bei der unangekündigten Sprengung der Mainbrücke bis zu 8 Personen ums Leben.[99]

## Eingesetzte Einheiten
3. US-Armee (25.–27. März 1945)
- 4th Armored Division
  - Combat Command A
  - Combat Command B
  - Combat Command Reserve
- 114th Infantry Regiment (26th Infantry Division)

 7. US-Armee (28. März–3. April 1945)
- XV. US Corps
  - 3rd Infantry Division
  - 44th Infantry Division
  - 45th Infantry Division

 XII Tactical Air Command
 7. Armee
- LXXIII. Armeekorps
  - 416. Infanterie-Division
  - 256. Volks-Grenadier-Division
  - 36. Volks‐Grenadier-Division
  - Division 413

- Kampfkommando Aschaffenburg
  - Pionier-Ersatz- und Ausbildungsbataillon 9 (Pion.Btl 9)
  - Grenadier-Ersatz- und -Ausbildungsbataillon 106 (Inf.Btl 106)
  - MG-Ausbildungskompanie
  - Granatwerfer-Ausbildungskompanie
  - Reserveoffiziersbewerber-Lehrgang 1927/28
  - Ungarisches Infanteriebataillon (4 Kp)
  - Kompanie Schweinberg des Luftwaffen-Einsatzkomp.-Flugzeugführerschule A2 Würzburg
  - Ersatzbataillon 437
  - Ersatzbataillon 438
  - Genesendenkompanie der Artillerie-Kaserne
  - Fliegerhorstkompanie Zellhausen

- XIII. SS-Armeekorps
  - SS-Schule Aschaffenburg (bislang kein Beleg für das Vorhandensein einer SS-Schule)
- 159. Infanterie-Division (befand sich auf dem Rückzug)
- 276. Volks-Grenadier-Division (verbliebene 200-300 Mann im nördlichen Kahlgrund)

## Widerstand der Verteidiger
Die Schlacht um Aschaffenburg zog sich in die Länge und war äußerst heftig. Aus der Perspektive der US-Amerikaner erschien sie unnötig, und zahlreiche Veteranen konnten nicht nachvollziehen, warum die Verteidiger so ausdauernd und entschlossen kämpften. Eine einfache Antwort gibt es dazu nicht. Die Gründe dafür dürften in den politischen und militärischen Vorteilen der deutschen Organisation einerseits und in bestimmten anfänglichen operativen Schwächen der Amerikaner andererseits liegen. Schillare schreibt hierzu: Die Deutschen kamen um zu kämpfen und die Amerikaner nicht.

### Operative Gründe
Das CCB war für einen längeren Kampf im urbanen Umfeld nicht ausgerüstet und verfügte nicht über ausreichend Infanterie. Hingegen waren die Vororte Schweinheim und Obernauer Kolonie durch die Verteidiger stark befestigt. Da die Verteidiger über keine Panzer verfügten und lediglich leichte Waffen mit sich führten, waren sie im urbanen Häuserkampf flexibler als die vorwiegend motorisierten Kräfte des CCB. Zudem waren die Deutschen  den Amerikanern zu Beginn zahlenmäßig überlegen. Eine weitere Schwächung kam durch den Vorstoß der Task Force Baum. Erst nach der Übernahme des Abschnitts durch die 45th und der erfolgreichen Abwehr des Gegenangriffs der 36. VGD begannen die US-Amerikaner mit der eigentlichen Eroberung der Stadt.
Zudem darf der Brückenkopf an der Nilkheimer Brücke aus amerikanischer Sicht nicht überbewertet werden. Der Brückenkopf war taktisch als Eingang in den Spessart und darüber hinaus wichtig, aber operativ nicht bedeutend. Am zweiten Tag der Schlacht wurden Überquerungen über den Main bei Hanau und Frankfurt gesichert. Zudem wurde das Mainviereck bereits südlich von US-Truppen umgangen. Aschaffenburg wäre früher oder später abgeschnitten gewesen.
Die Verteidigung der Mainlinie durch das AK war aus deutscher Sicht von größerer Bedeutung. Es spielte eine entscheidende Rolle um zu verhindern, dass die in der Regel fußläufigen Einheiten durch die Amerikaner überrollt werden. Ferner sah das OKW durch den amerikanischen Vorstoß an den Main die Gefahr, dass dadurch Deutschland in Nord und Süd geteilt werden würde.

### Sonderbeauftragte aus dem Führerhauptquartier
Martin Bormanns ordnete am 6. März 1945 den Sondereinsatz in feindbedrohten Gebieten an. Die Aufgabe war:

„Mobilisierung und Einsatz aller materiellen und personellen Kräfte für den totalen Widerstand und Kampf im Auftrag des örtlichen Hoheitsträgers.“

Im Rahmen eines Lehrgangs wurden die 32 Teilnehmer im vom 16. März bis 18. März im Olympischen Dorf in ihre Aufgabe eingewiesen. Anschließend wurden sie mit einer von Bormann unterzeichneten Vollmacht ausgestattet.
Am 25. März, gegen 01:30 Uhr trafen im Schloss Johannisburg zwei Sonderbevollmächtigte ein. Diese waren zuvor von einem Omnibus abgesetzt worden, in welchem sich noch weitere Funktionäre mit einem gleichlautenden Auftrag befunden haben. Stadtmüller sprach hier von SS-Obersturmbannführer Wegener und Stabsapotheker Stumpf. Die jüngere Arbeit von Kohlhaas stellt jedoch dar, dass es sich um NS-Funktionäre und keine SS Mitglieder gehandelt hat. Belegt ist Gaurichter Willy Storm. In einer Teilnehmer Liste ist ein Wegner [sic!] aus dem Gau Schleswig-Holstein gelistet. Dabei könnte es sich um Walter Wegner gehandelt haben. Dieser war Kreisgeschäftsführer der NSDAP Flensburg-Stadt. Die bestätigte Identität von Wegner bleibt in ihrer Arbeit noch unklar. Das Main-Echo nennt den Bevollmächtigten in einem Artikel als Paul Wegener [sic!] . Paul Wegener kann jedoch ausgeschlossen werden. Dieser diente bis zum Ende des Krieges in Weser-Ems, unter anderem als Gauleiter.
Den Funktionären war zudem faktisch vom Oberkommando der Wehrmacht die Befehlsgewalt für den Abwehrkampf übertragen worden.
Der Einfluss der Anwesenheit der SS und der Gestapo im Gefechtsraum auf die Kampfbereitschaft wird auch durch den After Action Report des 180th  untermauert. Daraus geht hervor, dass es beim Vorrücken häufig selten oder kaum Widerstand gab und sich die Deutschen in großer Zahl ergaben. Die Festgenommenen wirkten oftmals desillusioniert. Sobald jedoch der Kampf durch SS oder Gestapo angeführt oder angestachelt wurde, war der Widerstand fanatisch.
Auch das eingerichtete Standgericht und die insgesamt fünf Hinrichtungen dürften dazu beigetragen haben, dass die Verteidiger ihre Kapitulation hinauszögerten.

## Die Rolle der Zivilbevölkerung

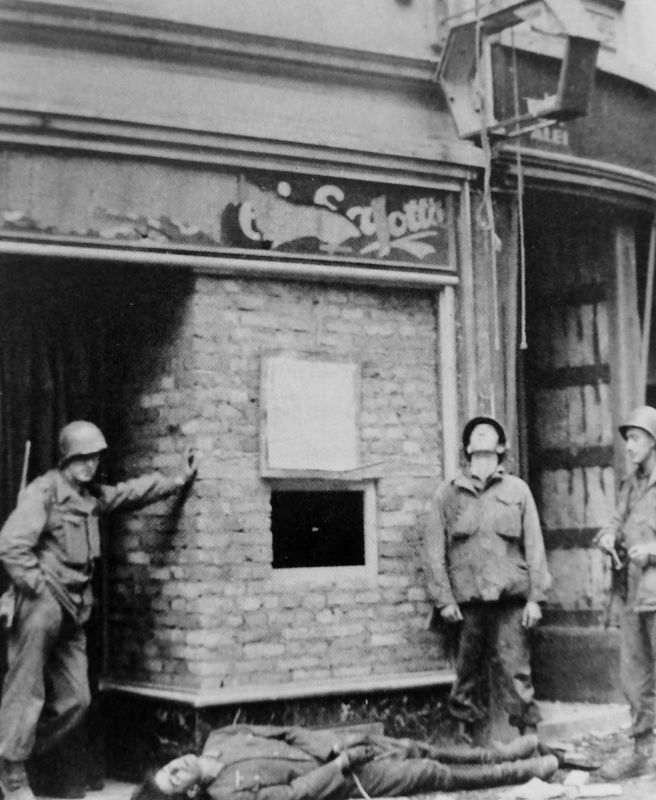
Amerikanische Soldaten stehen vor dem Gebäude, an dem Friedel Heymann erhängt wurde. Seine Leiche liegt vor dem Eingang. Das verwendete Seil ist noch erkennbar.

In der Schlacht um Aschaffenburg im Zweiten Weltkrieg wurde die Rolle der Zivilbevölkerung in militärischen Aktionen deutlich. Berichte amerikanischer Soldaten und Augenzeugen wie des Pvt. Harry Eisner des 157th dokumentieren, dass deutsche Zivilisten aktiv an Kampfhandlungen teilnahmen und teilweise als Späher fungierten. Gleichzeitig gab es Vorfälle, in denen deutsche Truppen Zivilisten erschossen, als diese versuchten, die Stadt zu verlassen. Diese Ereignisse unterstreichen die komplexe und tragische Rolle der Zivilbevölkerung in den Konflikten des Zweiten Weltkriegs.
Zu beachten sind zudem Flugblätter, welche in der Karwoche in Aschaffenburg verteilt wurden:
1.

„Soldaten, Männer des Volkssturms, Kameraden!
Die Festung Aschaffenburg wird bis zum letzten Mann verteidigt. Ab sofort sind alle verfügbaren Kräfte systematisch und konsequent zur Stärkung der Kampfkraft einzusetzen, solange der Gegner uns Zeit dazu läßt.
Es heißt:
1. kämpfen
2. Bau von Sperren und Kampfständen
3. Verpflegung aus dem Verpflegungsamt holen
4. und dadurch siegen!
Ab heute ist jede Kraft schonungslos einzusetzen. Ich verbiete, daß jemand innerhalb 24 Stunden länger als 3 Stunden ruht. Ich verbiete das Herumstehen und Herumsitzen und dergleichen. Unser Glaube sei, daß unsere Lebensaufgabe jetzt nur noch den einen Zweck habe, dem verfluchten Feinde den größten Widerstand zu bieten und möglichst viel von ihm zum Teufel zu schicken.“

2.

„Wer ist einsatzfähig?
Es geht jetzt ums Ganze, um unsere Freibeit und um unser Leben. Jetzt gibt es
keine Tauglichkeitsgrade mehr, auch ist es völlig gleich, ob ein Mann irgendein
Verwaltungs- oder technischen Auftrag hatte. Wer zwei Arme hat und atmen kann, gehört in die Kampffront. Jetzt in der Stunde der Not zeigen sich die starken und treuen Herzen. Auch Aschaffenburg kann stolz sein auf seine Frauen und Jungens.
So hat zum Beispiel eine Frau den Entschluß gefaßt, ihren einer hießigen Kampfgruppe angehörenden Mann im Einsatz zu begleiten und mitzukämpfen. Sie hat sich nicht davon abhalten lassen, dieser Tage an einem Stoßtruppunternehmen teilzunehmen. Ein Volk, das solche Frauen hat, kann und darf nicht untergeben. Angesichts dieser tapferen Frau ist jeder Mann ein Schuft und hat seine Ehre verloren, der sich irgendwie dem Kampfe entzieht. Macht Front gegen alle Feiglinge und tragt zu ihrer Vernichtung bei! Wenn wir einig sind und treu, werden wir das Schicksal meistern.“

3.

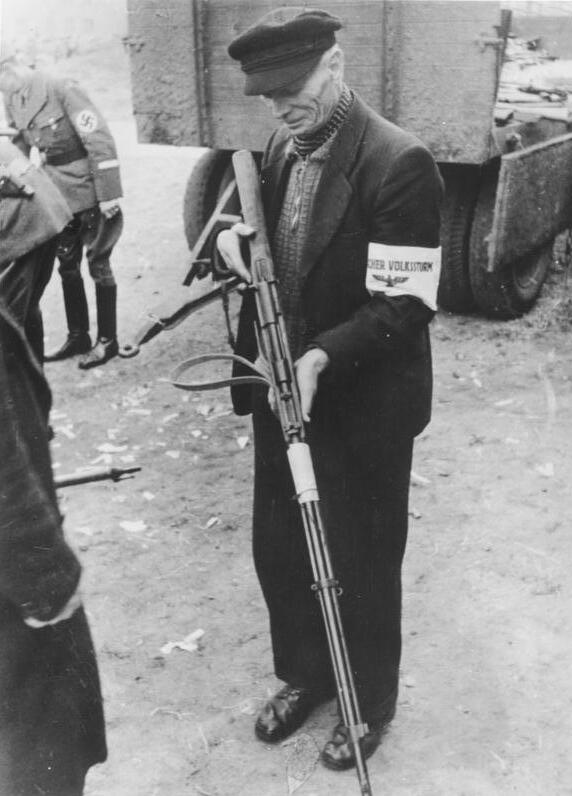
Volkssturmmann 1944 mit inoffizieller Armbinde

„An die Bevölkerung Aschaffenburg!
Meine lieben Volksgenossen!
Seit Tagen habe ich Euch dazu aufgefordert, die Stadt zu verlassen, weil die Gefahr besteht, daß die Stadt Brennpunkt des Kampfes wird. Auf Grund der Entwicklung in den letzten Stunden ist an dieser Tatsache nicht mehr zu zweifeln. Wir müssen mit den härtesten Kämpfen in unserer Stadt rechnen. Der heutige Nachmittag und Abend und ev. noch der morgige Tag ist die letzte Möglichkeit für Frauen, Kinder, Kranke und Greise zum Verlassen der Stadt. Wer jetzt noch bleibt, sage nicht, nicht rechtzeitig gewarnt worden zu sein.
Die Frauen, die mit uns Männern hier bleiben, müssen zum letzten Einsatz für die Zukunft und das Leben ihrer Kinder bereit sein. Wer sich morgen früh noch in der Stadt befindet, gehört zu einer Kampf- und Schicksalsgemeinschaft, die kein eigenes Ich mehr kennt, sondern nur den grenzenlosen Haß gegenüber unseren verfluchten Feinden und Hingabe für Führer und Volk.
Tag und Nacht werden wir, die in der Stadt verbleiben, kämpfen und arbeiten. Unsere ganze Kraft setzen wir ein, um unsere Widerstandskraft zu härten, damit wir dem Feind den größten Schaden zufügen können, denn wir wissen, daß Deutschland leben wird, wenn seine Männer und Frauen zum Sterben bereit sind.“

Anzumerken ist, dass Angehörige des Volkssturms und der Hitlerjugend häufig keine Uniform hatten und nur mit einer grauen Armbinde gekennzeichnet waren. Daher kann nicht ausgeschlossen werden, dass diese fälschlicherweise von US-Soldaten als Zivilisten gesehen wurden. Es muss zudem beachtet werden, dass es seitens der Zivilbevölkerung durchaus Versuche gab verwundete Soldaten zu bergen. So schreibt Hans Brunner, dass er beim Versuch einem Verwundeten zu helfen durch US-Amerikaner beschossen wurde. 

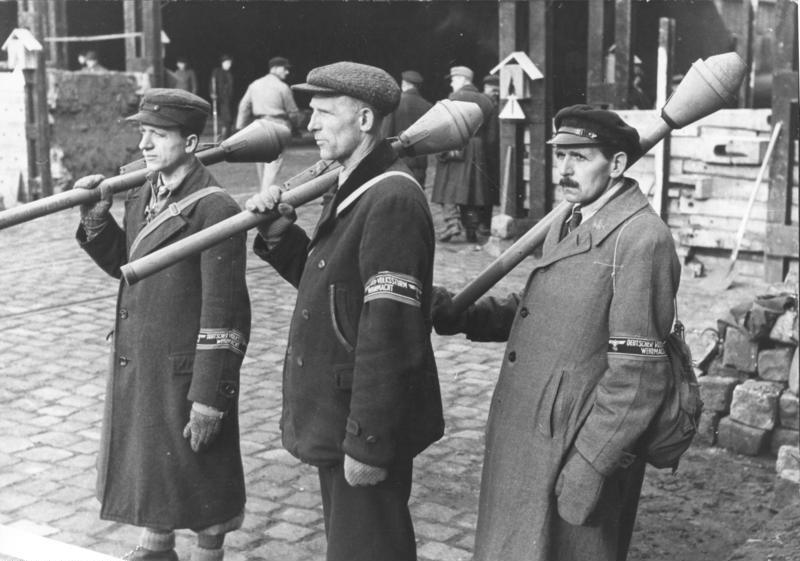
Volkssturmsoldaten mit offizieller Armbinde

Volkssturm Armband

Laut anderen Schilderungen wurden die deutschen Truppen auch durch Frauen unterstützt. Diese sollen Granaten von den Dächern geworfen haben. Jungen sowie alte Männer bedienten Maschinengewehre. In Schweinheim wurden als Scharfschützen eingesetzte Frauen beobachtet. Was jedoch unbestätigt bleibt sind Meldungen, dass Kinder als Läufer und Späher eingesetzt wurden.
In der Aschaffenburger Soldatenzeitung vom 29. März 1945 wird von einer Anneliese Örtel berichtet. Diese hat an einem Stoßtruppunternehmen teilgenommen.
Bei der Unterstützung durch die Zivilbevölkerung muss folgendes Zitat beachtet werden. Henry Lewis Stimson, Secretary of War, gab am 7. April 1945 in der Weekly News Conference des US Verteidigungsministeriums folgendes zu Protokoll.

„There is a lesson with respect to fighting to the end in Aschaffenburg. There Nazi fanatics used the visible threat of two hangings to compel German solders and civilians to fight for a week. After a week of fighting, during which the city was reduced to rubble and many Germans lost their lives, the inevitable took place and the Nazi fanatics ran up the white flag and surrendered to our veteran 45th Infantry Division.“

übersetzt:

„Es gibt eine Lehre aus dem Kampf bis zum Letzten in Aschaffenburg. Dort nutzten Nazi-Fanatiker die Bedrohung durch zwei Hinrichtungen, um deutsche Soldaten und Zivilisten dazu zu zwingen, eine Woche lang zu kämpfen. Nach einer Woche des Kampfes, bei dem die Stadt in Schutt und Asche gelegt wurde und viele Deutsche ihr Leben verloren, trat das Unvermeidliche ein. Die Nazi-Fanatiker hissten die weiße Flagge und ergaben sich unserer erfahrenen 45. Infanteriedivision.“

Viele Zivilisten in den Vororten der Stadt konnten aufgrund der enormen Geschwindigkeit der US-Truppen zu Beginn des Gefechts den Wohnort nicht verlassen. In Schweinheim verbrachten zahlreiche Kinder und Erwachsene die gesamte Zeit in Luftschutzräumen.
Ein weiteres Beispiel für die Rolle der Zivilbevölkerung während der Schlacht um Aschaffenburg liefert der Bericht des amerikanischen Sanitäters Robert “Doc Joe” Franklin. Seine Einheit richtete eine Sanitätsstation im Haus einer deutschen Ärztefamilie ein. Der Vater und der Sohn der Familie waren als Soldaten an der Front. Die Ehefrau, selbst Ärztin und englischsprachig, war noch im Haus. Sie unterstützte die amerikanischen Sanitäter bei der Versorgung verwundeter Soldaten und rettete einem schwer Verletzten das Leben.

## Trivia
- Die 3. Folge der US-amerikanische Weltkriegs-Serie Der Befreier thematisiert in Auszügen die Schlacht um Aschaffenburg.[117]
- Einige Seiten des Buchs (Vorlage zum Film) The Liberator behandelt ebenfalls das Gefecht.[118]
- Der US Soldat Harry Eisner bemerkte ein verwundetes Mädchen auf dem Schlachtfeld und brachte es zum Sanitätsdienst. Jahre später, auf einer Fähre in New York, sah er das Mädchen wieder. Sie verließen jedoch die Fähre, ohne ein Wort zu wechseln, ein stilles Wiedersehen nach Jahren.[119]
- In den Gärten der Ebersbacher Straße wurde ein Gefallener der Wehrmacht gefunden. Die Finder nahmen die persönlichen Gegenstände an sich, um sie zum Pfarrer zu bringen. Dabei wurden sie beobachtet und fälschlicherweise angezeigt.[64]
- Während der Kämpfe in Aschaffenburg stieß das 1. Bataillon des 157. US-Infanterieregiments auf ein Lagerhaus voller hochwertiger alkoholischer Getränke. Es wird angenommen, dass diese Auswahl an Getränken aus verschiedenen Teilen Europas konfisziert worden war. Eine Anekdote ist ein Rezept für einen Cocktail, welchen die Truppen aus ihrer Beute mixten. Dieses Getränk, bekannt als der „157th Zombie“, war eine Mischung aus Cognac, Benediktiner, Cointreau und einer vierten, beliebigen Zutat, abgerundet mit einem Schluck Champagner. In den Erzählungen heißt es, dass für einige Zeit die Feldflaschen der Soldaten eher diesen Cocktail als gewöhnliches Wasser enthielten.[120]
- Quentin W. Schillare untersuchte in seiner Masterarbeit, warum die gut ausgestatteten US-Streitkräfte zehn Tage benötigten, um Aschaffenburg zu erobern, und warum die Deutschen selbst in dieser aussichtslosen Situation so verbissen kämpften.[121]
- Gegen Ende des Zweiten Weltkriegs führte das OSS (Office of Strategic Services) die DAIQUIRI-Mission durch, die sich auf die Sammlung von Aufklärungsdaten in der Umgebung von Aschaffenburg konzentrierte. Ziel war es, Informationen über deutsche Truppenbewegungen, Infrastruktur und Rückzugsorte zu sammeln, um die amerikanischen Truppen beim Vormarsch und der Besetzung der Region zu unterstützen.[9]
- In Schweinheim fand Col. Sparks einen Welpen und beschloss diesen zu behalten. Er gab ihn zunächst in die Obhut von Pvt. Mann. Der Hund hatte jedoch Flöhe, welche er auf Mann übertrug. Dieser musste daraufhin zunächst den Sanitätsdienst aufsuchen und sich behandeln lassen.[122]